# Liste des sélectionnés en équipe d'Australie de rugby à XV
La liste des joueurs sélectionnés en équipe d'Australie de rugby à XV comprend 988 joueurs au 12 novembre 2024, le dernier étant Joseph Sua'ali'i retenu pour la première fois en équipe nationale le 9 novembre 2024 contre l'Angleterre. Le premier Australien sélectionné est Paddy Carew le 24 juin 1899 contre les Lions britanniques et irlandais. L'ordre établi prend en compte la date de la première sélection, puis la qualité de titulaire ou remplaçant et enfin l'ordre alphabétique.

## 1 à 100
| Nom                 | No  | Première sélection                                            | Dernière sélection                                            | Matchs | Points |
| ------------------- | --- | ------------------------------------------------------------- | ------------------------------------------------------------- | ------ | ------ |
| Paddy Carew         | 1   | le 24 juin 1899 contre les Lions britanniques et irlandais    | le 12 août 1899 contre les Lions britanniques et irlandais    | 4      | 0      |
| James Carson        | 2   | le 24 juin 1899 contre les Lions britanniques et irlandais    | le 24 juin 1899 contre les Lions britanniques et irlandais    | 1      | 0      |
| Ginger Colton       | 3   | le 24 juin 1899 contre les Lions britanniques et irlandais    | le 5 août 1899 contre les Lions britanniques et irlandais     | 2      | 3      |
| Walter Davis        | 4   | le 24 juin 1899 contre les Lions britanniques et irlandais    | le 12 août 1899 contre les Lions britanniques et irlandais    | 3      | 0      |
| Charlie Ellis       | 5   | le 24 juin 1899 contre les Lions britanniques et irlandais    | le 12 août 1899 contre les Lions britanniques et irlandais    | 4      | 0      |
| Polley Evans        | 6   | le 24 juin 1899 contre les Lions britanniques et irlandais    | le 22 juillet 1899 contre les Lions britanniques et irlandais | 2      | 3      |
| Austin Gralton      | 7   | le 24 juin 1899 contre les Lions britanniques et irlandais    | le 15 août 1903 contre la Nouvelle-Zélande                    | 3      | 0      |
| Alex Kelly          | 8   | le 24 juin 1899 contre les Lions britanniques et irlandais    | le 24 juin 1899 contre les Lions britanniques et irlandais    | 1      | 0      |
| Robert McCowan      | 9   | le 24 juin 1899 contre les Lions britanniques et irlandais    | le 12 août 1899 contre les Lions britanniques et irlandais    | 3      | 0      |
| Hyram Marks         | 10  | le 24 juin 1899 contre les Lions britanniques et irlandais    | le 22 juillet 1899 contre les Lions britanniques et irlandais | 2      | 0      |
| Frank Row           | 11  | le 24 juin 1899 contre les Lions britanniques et irlandais    | le 12 août 1899 contre les Lions britanniques et irlandais    | 3      | 0      |
| Lonnie Spragg       | 12  | le 24 juin 1899 contre les Lions britanniques et irlandais    | le 12 août 1899 contre les Lions britanniques et irlandais    | 4      | 17     |
| Dooeer Tanner       | 13  | le 24 juin 1899 contre les Lions britanniques et irlandais    | le 22 juillet 1899 contre les Lions britanniques et irlandais | 2      | 0      |
| Peter Ward          | 14  | le 24 juin 1899 contre les Lions britanniques et irlandais    | le 12 août 1899 contre les Lions britanniques et irlandais    | 4      | 0      |
| Charlie White       | 15  | le 24 juin 1899 contre les Lions britanniques et irlandais    | le 2 juillet 1904 contre les Lions britanniques et irlandais  | 3      | 0      |
| Robert Challoner    | 16  | le 22 juillet 1899 contre les Lions britanniques et irlandais | le 22 juillet 1899 contre les Lions britanniques et irlandais | 1      | 0      |
| Arthur Corfe        | 17  | le 22 juillet 1899 contre les Lions britanniques et irlandais | le 22 juillet 1899 contre les Lions britanniques et irlandais | 1      | 0      |
| Ernest Currie       | 18  | le 22 juillet 1899 contre les Lions britanniques et irlandais | le 22 juillet 1899 contre les Lions britanniques et irlandais | 1      | 0      |
| Charles Graham      | 19  | le 22 juillet 1899 contre les Lions britanniques et irlandais | le 22 juillet 1899 contre les Lions britanniques et irlandais | 1      | 0      |
| Albert Henry        | 20  | le 22 juillet 1899 contre les Lions britanniques et irlandais | le 22 juillet 1899 contre les Lions britanniques et irlandais | 1      | 0      |
| Norm Street         | 21  | le 22 juillet 1899 contre les Lions britanniques et irlandais | le 22 juillet 1899 contre les Lions britanniques et irlandais | 1      | 0      |
| Thomas Ward         | 22  | le 22 juillet 1899 contre les Lions britanniques et irlandais | le 22 juillet 1899 contre les Lions britanniques et irlandais | 1      | 0      |
| Roger Barton        | 23  | le 5 août 1899 contre les Lions britanniques et irlandais     | le 5 août 1899 contre les Lions britanniques et irlandais     | 1      | 0      |
| Sine Boland         | 24  | le 5 août 1899 contre les Lions britanniques et irlandais     | le 15 août 1903 contre la Nouvelle-Zélande                    | 3      | 0      |
| Georges Bouffler    | 25  | le 5 août 1899 contre les Lions britanniques et irlandais     | le 5 août 1899 contre les Lions britanniques et irlandais     | 1      | 0      |
| Archibald Boyd      | 26  | le 5 août 1899 contre les Lions britanniques et irlandais     | le 5 août 1899 contre les Lions britanniques et irlandais     | 1      | 0      |
| Walter Cobb         | 27  | le 5 août 1899 contre les Lions britanniques et irlandais     | le 12 août 1899 contre les Lions britanniques et irlandais    | 2      | 0      |
| Syd Miller          | 28  | le 5 août 1899 contre les Lions britanniques et irlandais     | le 5 août 1899 contre les Lions britanniques et irlandais     | 1      | 0      |
| Ignatius O'Donnell  | 29  | le 5 août 1899 contre les Lions britanniques et irlandais     | le 12 août 1899 contre les Lions britanniques et irlandais    | 2      | 0      |
| William Webb        | 30  | le 5 août 1899 contre les Lions britanniques et irlandais     | le 12 août 1899 contre les Lions britanniques et irlandais    | 2      | 0      |
| William Hardcastle  | 31  | le 12 août 1899 contre les Lions britanniques et irlandais    | le 15 août 1903 contre la Nouvelle-Zélande                    | 2      | 0      |
| John O'Donnell      | 32  | le 12 août 1899 contre les Lions britanniques et irlandais    | le 12 août 1899 contre les Lions britanniques et irlandais    | 1      | 0      |
| James Sampson       | 33  | le 12 août 1899 contre les Lions britanniques et irlandais    | le 12 août 1899 contre les Lions britanniques et irlandais    | 1      | 0      |
| Alexander Burdon    | 34  | le 15 août 1903 contre la Nouvelle-Zélande                    | le 2 septembre 1905 contre la Nouvelle-Zélande                | 4      | 3      |
| Llewellyn Evans     | 35  | le 15 août 1903 contre la Nouvelle-Zélande                    | le 30 juillet 1904 contre les Lions britanniques et irlandais | 3      | 0      |
| James Joyce         | 36  | le 15 août 1903 contre la Nouvelle-Zélande                    | le 15 août 1903 contre la Nouvelle-Zélande                    | 1      | 0      |
| Harold Judd         | 37  | le 15 août 1903 contre la Nouvelle-Zélande                    | le 2 septembre 1905 contre la Nouvelle-Zélande                | 5      | 0      |
| Ted Larkin          | 38  | le 15 août 1903 contre la Nouvelle-Zélande                    | le 15 août 1903 contre la Nouvelle-Zélande                    | 1      | 0      |
| Denis Lutge         | 39  | le 15 août 1903 contre la Nouvelle-Zélande                    | le 30 juillet 1904 contre les Lions britanniques et irlandais | 4      | 0      |
| John Maund          | 40  | le 15 août 1903 contre la Nouvelle-Zélande                    | le 15 août 1903 contre la Nouvelle-Zélande                    | 1      | 0      |
| Frank Nicholson     | 41  | le 15 août 1903 contre la Nouvelle-Zélande                    | le 2 juillet 1904 contre les Lions britanniques et irlandais  | 2      | 0      |
| Charlie Redwood     | 42  | le 15 août 1903 contre la Nouvelle-Zélande                    | le 30 juillet 1904 contre les Lions britanniques et irlandais | 4      | 0      |
| Sidney Riley        | 43  | le 15 août 1903 contre la Nouvelle-Zélande                    | le 15 août 1903 contre la Nouvelle-Zélande                    | 1      | 0      |
| Stan Wickham        | 44  | le 15 août 1903 contre la Nouvelle-Zélande                    | le 2 septembre 1905 contre la Nouvelle-Zélande                | 5      | 3      |
| Snowy Baker         | 45  | le 2 juillet 1904 contre les Lions britanniques et irlandais  | le 23 juillet 1904 contre les Lions britanniques et irlandais | 2      | 0      |
| Thomas Colton       | 46  | le 2 juillet 1904 contre les Lions britanniques et irlandais  | le 23 juillet 1904 contre les Lions britanniques et irlandais | 2      | 0      |
| Edmund Dore         | 47  | le 2 juillet 1904 contre les Lions britanniques et irlandais  | le 2 juillet 1904 contre les Lions britanniques et irlandais  | 1      | 0      |
| Jack Hindmarsh      | 48  | le 2 juillet 1904 contre les Lions britanniques et irlandais  | le 2 juillet 1904 contre les Lions britanniques et irlandais  | 1      | 0      |
| Billy Richards      | 49  | le 2 juillet 1904 contre les Lions britanniques et irlandais  | le 3 août 1907 contre la Nouvelle-Zélande                     | 5      | 0      |
| Jack Verge          | 50  | le 2 juillet 1904 contre les Lions britanniques et irlandais  | le 23 juillet 1904 contre les Lions britanniques et irlandais | 2      | 0      |
| Patrick Walsh       | 51  | le 2 juillet 1904 contre les Lions britanniques et irlandais  | le 30 juillet 1904 contre les Lions britanniques et irlandais | 3      | 0      |
| Philip Carmichael   | 52  | le 23 juillet 1904 contre les Lions britanniques et irlandais | le 9 janvier 1909 contre l'Angleterre                         | 4      | 6      |
| Alex McKinnon       | 53  | le 23 juillet 1904 contre les Lions britanniques et irlandais | le 23 juillet 1904 contre les Lions britanniques et irlandais | 1      | 0      |
| Douglas McLean      | 54  | le 23 juillet 1904 contre les Lions britanniques et irlandais | le 2 septembre 1905 contre la Nouvelle-Zélande                | 3      | 3      |
| John Manning        | 55  | le 23 juillet 1904 contre les Lions britanniques et irlandais | le 23 juillet 1904 contre les Lions britanniques et irlandais | 1      | 0      |
| Voy Oxenham         | 56  | le 23 juillet 1904 contre les Lions britanniques et irlandais | le 3 août 1907 contre la Nouvelle-Zélande                     | 2      | 0      |
| Allen Oxlade        | 57  | le 23 juillet 1904 contre les Lions britanniques et irlandais | le 3 août 1907 contre la Nouvelle-Zélande                     | 4      | 0      |
| Blue Dixon          | 58  | le 30 juillet 1904 contre les Lions britanniques et irlandais | le 30 juillet 1904 contre les Lions britanniques et irlandais | 1      | 0      |
| Francis Finley      | 59  | le 30 juillet 1904 contre les Lions britanniques et irlandais | le 30 juillet 1904 contre les Lions britanniques et irlandais | 1      | 0      |
| Frank Futter        | 60  | le 30 juillet 1904 contre les Lions britanniques et irlandais | le 30 juillet 1904 contre les Lions britanniques et irlandais | 1      | 0      |
| Jack Meibusch       | 61  | le 30 juillet 1904 contre les Lions britanniques et irlandais | le 30 juillet 1904 contre les Lions britanniques et irlandais | 1      | 0      |
| Frederick Nicholson | 62  | le 30 juillet 1904 contre les Lions britanniques et irlandais | le 30 juillet 1904 contre les Lions britanniques et irlandais | 1      | 0      |
| Jim White           | 63  | le 30 juillet 1904 contre les Lions britanniques et irlandais | le 30 juillet 1904 contre les Lions britanniques et irlandais | 1      | 0      |
| George Anlezark     | 64  | le 2 septembre 1905 contre la Nouvelle-Zélande                | le 2 septembre 1905 contre la Nouvelle-Zélande                | 1      | 0      |
| Jimmy Clarken       | 65  | le 2 septembre 1905 contre la Nouvelle-Zélande                | le 2 juillet 1910 contre la Nouvelle-Zélande                  | 4      | 0      |
| Michael Dore        | 66  | le 2 septembre 1905 contre la Nouvelle-Zélande                | le 2 septembre 1905 contre la Nouvelle-Zélande                | 1      | 0      |
| Bill Hirshberg      | 67  | le 2 septembre 1905 contre la Nouvelle-Zélande                | le 2 septembre 1905 contre la Nouvelle-Zélande                | 1      | 0      |
| Basil Lucas         | 68  | le 2 septembre 1905 contre la Nouvelle-Zélande                | le 2 septembre 1905 contre la Nouvelle-Zélande                | 1      | 0      |
| Arthur Penman       | 69  | le 2 septembre 1905 contre la Nouvelle-Zélande                | le 2 septembre 1905 contre la Nouvelle-Zélande                | 1      | 0      |
| Bede Smith          | 70  | le 2 septembre 1905 contre la Nouvelle-Zélande                | le 10 août 1907 contre la Nouvelle-Zélande                    | 4      | 0      |
| Mac Smith           | 71  | le 2 septembre 1905 contre la Nouvelle-Zélande                | le 2 septembre 1905 contre la Nouvelle-Zélande                | 1      | 0      |
| Blair Swannell      | 72  | le 2 septembre 1905 contre la Nouvelle-Zélande                | le 2 septembre 1905 contre la Nouvelle-Zélande                | 1      | 0      |
| Jack Barnett        | 73  | le 20 juillet 1907 contre la Nouvelle-Zélande                 | le 9 janvier 1909 contre l'Angleterre                         | 5      | 0      |
| Peter Burge         | 74  | le 20 juillet 1907 contre la Nouvelle-Zélande                 | le 10 août 1907 contre la Nouvelle-Zélande                    | 3      | 0      |
| Bill Dix            | 75  | le 20 juillet 1907 contre la Nouvelle-Zélande                 | le 9 janvier 1909 contre l'Angleterre                         | 4      | 0      |
| Peter Flanagan      | 76  | le 20 juillet 1907 contre la Nouvelle-Zélande                 | le 3 août 1907 contre la Nouvelle-Zélande                     | 2      | 0      |
| Tom Griffin         | 77  | le 20 juillet 1907 contre la Nouvelle-Zélande                 | le 16 novembre 1912 contre les États-Unis                     | 6      | 0      |
| James Hughes        | 78  | le 20 juillet 1907 contre la Nouvelle-Zélande                 | le 10 août 1907 contre la Nouvelle-Zélande                    | 2      | 0      |
| Paddy McCue         | 79  | le 20 juillet 1907 contre la Nouvelle-Zélande                 | le 9 janvier 1909 contre l'Angleterre                         | 4      | 0      |
| Chris McKivat       | 80  | le 20 juillet 1907 contre la Nouvelle-Zélande                 | le 9 janvier 1909 contre l'Angleterre                         | 4      | 0      |
| Johnny Rosewell     | 81  | le 20 juillet 1907 contre la Nouvelle-Zélande                 | le 10 août 1907 contre la Nouvelle-Zélande                    | 2      | 0      |
| Norm Row            | 82  | le 20 juillet 1907 contre la Nouvelle-Zélande                 | le 2 juillet 1910 contre la Nouvelle-Zélande                  | 6      | 15     |
| Charles Russell     | 83  | le 20 juillet 1907 contre la Nouvelle-Zélande                 | le 9 janvier 1909 contre l'Angleterre                         | 5      | 9      |
| George Watson       | 84  | le 20 juillet 1907 contre la Nouvelle-Zélande                 | le 20 juillet 1907 contre la Nouvelle-Zélande                 | 1      | 0      |
| Frederick Wood      | 85  | le 20 juillet 1907 contre la Nouvelle-Zélande                 | le 15 août 1914 contre la Nouvelle-Zélande                    | 12     | 3      |
| Bob Graves          | 86  | le 20 juillet 1907 contre la Nouvelle-Zélande                 | le 20 juillet 1907 contre la Nouvelle-Zélande                 | 1      | 0      |
| William Canniffe    | 87  | le 3 août 1907 contre la Nouvelle-Zélande                     | le 3 août 1907 contre la Nouvelle-Zélande                     | 1      | 0      |
| Jack Fihelly        | 88  | le 3 août 1907 contre la Nouvelle-Zélande                     | le 3 août 1907 contre la Nouvelle-Zélande                     | 1      | 0      |
| Edward Mandible     | 89  | le 3 août 1907 contre la Nouvelle-Zélande                     | le 12 décembre 1908 contre le pays de Galles                  | 3      | 0      |
| Dally Messenger     | 90  | le 3 août 1907 contre la Nouvelle-Zélande                     | le 10 août 1907 contre la Nouvelle-Zélande                    | 2      | 7      |
| Esmond Parkinson    | 91  | le 3 août 1907 contre la Nouvelle-Zélande                     | le 3 août 1907 contre la Nouvelle-Zélande                     | 1      | 0      |
| Son Burge           | 92  | le 10 août 1907 contre la Nouvelle-Zélande                    | le 12 décembre 1908 contre le pays de Galles                  | 2      | 0      |
| Danny Carroll       | 93  | le 12 décembre 1908 contre le pays de Galles                  | le 16 novembre 1912 contre les États-Unis                     | 2      | 3      |
| Bob Craig           | 94  | le 12 décembre 1908 contre le pays de Galles                  | le 12 décembre 1908 contre le pays de Galles                  | 1      | 0      |
| Charles Hammand     | 95  | le 12 décembre 1908 contre le pays de Galles                  | le 9 janvier 1909 contre l'Angleterre                         | 2      | 0      |
| Jack Hickey         | 96  | le 12 décembre 1908 contre le pays de Galles                  | le 9 janvier 1909 contre l'Angleterre                         | 2      | 0      |
| Paddy Moran         | 97  | le 12 décembre 1908 contre le pays de Galles                  | le 12 décembre 1908 contre le pays de Galles                  | 1      | 0      |
| Ward Prentice       | 98  | le 12 décembre 1908 contre le pays de Galles                  | le 16 novembre 1912 contre les États-Unis                     | 6      | 3      |
| Tom Richards        | 99  | le 12 décembre 1908 contre le pays de Galles                  | le 16 novembre 1912 contre les États-Unis                     | 3      | 6      |
| Ken Gavin           | 100 | le 9 janvier 1909 contre l'Angleterre                         | le 9 janvier 1909 contre l'Angleterre                         | 1      | 0      |

## 101 à 200
| Sommaire |
| --- |
| Haut • 1 à 100 • 101 à 200 • 201 à 300 • 301 à 400 • 401 à 500 501 à 600 • 601 à 700 • 701 à 800 • 801 à 900 • 901 à 1000 |

| Nom                    | No  | Première sélection                                      | Dernière sélection                                         | Matchs | Points |
| ---------------------- | --- | ------------------------------------------------------- | ---------------------------------------------------------- | ------ | ------ |
| Malcolm McArthur       | 101 | le 9 janvier 1909 contre l'Angleterre                   | le 9 janvier 1909 contre l'Angleterre                      | 1      | 0      |
| Arthur McCabe          | 102 | le 9 janvier 1909 contre l'Angleterre                   | le 9 janvier 1909 contre l'Angleterre                      | 1      | 0      |
| Syd Middleton          | 103 | le 9 janvier 1909 contre l'Angleterre                   | le 2 juillet 1910 contre la Nouvelle-Zélande               | 4      | 0      |
| Dinny Campbell         | 104 | le 25 juin 1910 contre la Nouvelle-Zélande              | le 2 juillet 1910 contre la Nouvelle-Zélande               | 3      | 0      |
| Alf Dunbar             | 105 | le 25 juin 1910 contre la Nouvelle-Zélande              | le 16 novembre 1912 contre les États-Unis                  | 4      | 0      |
| Larry Dwyer            | 106 | le 25 juin 1910 contre la Nouvelle-Zélande              | le 15 août 1914 contre la Nouvelle-Zélande                 | 8      | 4      |
| Brickey Farmer         | 107 | le 25 juin 1910 contre la Nouvelle-Zélande              | le 25 juin 1910 contre la Nouvelle-Zélande                 | 1      | 0      |
| Harald George          | 108 | le 25 juin 1910 contre la Nouvelle-Zélande              | le 15 août 1914 contre la Nouvelle-Zélande                 | 8      | 0      |
| Herb Gilbert           | 109 | le 25 juin 1910 contre la Nouvelle-Zélande              | le 2 juillet 1910 contre la Nouvelle-Zélande               | 3      | 9      |
| Charlie Hodgins        | 110 | le 25 juin 1910 contre la Nouvelle-Zélande              | le 2 juillet 1910 contre la Nouvelle-Zélande               | 3      | 3      |
| Pat Murphy             | 111 | le 25 juin 1910 contre la Nouvelle-Zélande              | le 15 août 1914 contre la Nouvelle-Zélande                 | 9      | 0      |
| Frederick Timbury      | 112 | le 25 juin 1910 contre la Nouvelle-Zélande              | le 27 juin 1910 contre la Nouvelle-Zélande                 | 2      | 0      |
| Bob Stuart             | 113 | le 27 juin 1910 contre la Nouvelle-Zélande              | le 2 juillet 1910 contre la Nouvelle-Zélande               | 2      | 0      |
| Leo Reynolds           | 114 | le 27 juin 1910 contre la Nouvelle-Zélande              | le 2 juillet 1910 contre la Nouvelle-Zélande               | 2      | 0      |
| Stephen Slater         | 115 | le 2 juillet 1910 contre la Nouvelle-Zélande            | le 2 juillet 1910 contre la Nouvelle-Zélande               | 1      | 0      |
| Bob Adamson            | 116 | le 16 novembre 1912 contre les États-Unis               | le 16 novembre 1912 contre les États-Unis                  | 1      | 0      |
| Ted Fahey              | 117 | le 16 novembre 1912 contre les États-Unis               | le 15 août 1914 contre la Nouvelle-Zélande                 | 4      | 0      |
| Copper Kent            | 118 | le 16 novembre 1912 contre les États-Unis               | le 16 novembre 1912 contre les États-Unis                  | 1      | 0      |
| Lou Meibusch           | 119 | le 16 novembre 1912 contre les États-Unis               | le 16 novembre 1912 contre les États-Unis                  | 1      | 3      |
| William Murphy         | 120 | le 16 novembre 1912 contre les États-Unis               | le 16 novembre 1912 contre les États-Unis                  | 1      | 0      |
| Georges Pugh           | 121 | le 16 novembre 1912 contre les États-Unis               | le 16 novembre 1912 contre les États-Unis                  | 1      | 0      |
| Alfred Walker          | 122 | le 16 novembre 1912 contre les États-Unis               | le 12 juillet 1924 contre une sélection néo-zélandaise     | 16     | 9      |
| Bill Watson            | 123 | le 16 novembre 1912 contre les États-Unis               | le 7 août 1920 contre une sélection néo-zélandaise         | 8      | 0      |
| Ernie Carr             | 124 | le 6 septembre 1913 contre la Nouvelle-Zélande          | le 15 août 1914 contre la Nouvelle-Zélande                 | 6      | 3      |
| Bill Cody              | 125 | le 6 septembre 1913 contre la Nouvelle-Zélande          | le 20 septembre 1913 contre la Nouvelle-Zélande            | 3      | 0      |
| Hubert Jones           | 126 | le 6 septembre 1913 contre la Nouvelle-Zélande          | le 20 septembre 1913 contre la Nouvelle-Zélande            | 3      | 9      |
| Michael McMahon        | 127 | le 6 septembre 1913 contre la Nouvelle-Zélande          | le 6 septembre 1913 contre la Nouvelle-Zélande             | 1      | 2      |
| Claud O'Donnell        | 128 | le 6 septembre 1913 contre la Nouvelle-Zélande          | le 13 septembre 1913 contre la Nouvelle-Zélande            | 2      | 0      |
| Dudley Suttor          | 129 | le 6 septembre 1913 contre la Nouvelle-Zélande          | le 20 septembre 1913 contre la Nouvelle-Zélande            | 3      | 9      |
| Bill Tasker            | 130 | le 6 septembre 1913 contre la Nouvelle-Zélande          | le 15 août 1914 contre la Nouvelle-Zélande                 | 6      | 0      |
| Fred Thompson          | 131 | le 6 septembre 1913 contre la Nouvelle-Zélande          | le 15 août 1914 contre la Nouvelle-Zélande                 | 6      | 3      |
| Clarrie Wallach        | 132 | le 6 septembre 1913 contre la Nouvelle-Zélande          | le 15 août 1914 contre la Nouvelle-Zélande                 | 5      | 0      |
| Larrie Wogan           | 133 | le 6 septembre 1913 contre la Nouvelle-Zélande          | le 16 juillet 1924 contre une sélection néo-zélandaise     | 22     | 14     |
| David Horodam          | 134 | le 13 septembre 1913 contre la Nouvelle-Zélande         | le 13 septembre 1913 contre la Nouvelle-Zélande            | 1      | 0      |
| Bryan Hughes           | 135 | le 13 septembre 1913 contre la Nouvelle-Zélande         | le 20 septembre 1913 contre la Nouvelle-Zélande            | 2      | 4      |
| Richard Simpson        | 136 | le 13 septembre 1913 contre la Nouvelle-Zélande         | le 13 septembre 1913 contre la Nouvelle-Zélande            | 1      | 4      |
| David Williams         | 137 | le 20 septembre 1913 contre la Nouvelle-Zélande         | le 15 août 1914 contre la Nouvelle-Zélande                 | 4      | 0      |
| Harald Baker           | 138 | le 18 juillet 1914 contre la Nouvelle-Zélande           | le 15 août 1914 contre la Nouvelle-Zélande                 | 3      | 0      |
| Jimmy Flynn            | 139 | le 18 juillet 1914 contre la Nouvelle-Zélande           | le 1er août 1914 contre la Nouvelle-Zélande                | 2      | 0      |
| Eric Francis           | 140 | le 18 juillet 1914 contre la Nouvelle-Zélande           | le 1er août 1914 contre la Nouvelle-Zélande                | 2      | 0      |
| John Thompson          | 141 | le 18 juillet 1914 contre la Nouvelle-Zélande           | le 18 juillet 1914 contre la Nouvelle-Zélande              | 1      | 0      |
| Clinker Birt           | 142 | le 1er août 1914 contre la Nouvelle-Zélande             | le 1er août 1914 contre la Nouvelle-Zélande                | 1      | 0      |
| Samuel Kreutzer        | 143 | le 1er août 1914 contre la Nouvelle-Zélande             | le 1er août 1914 contre la Nouvelle-Zélande                | 1      | 0      |
| William Morrissey      | 144 | le 1er août 1914 contre la Nouvelle-Zélande             | le 1er août 1914 contre la Nouvelle-Zélande                | 1      | 0      |
| Jackie Beith           | 145 | le 15 août 1914 contre la Nouvelle-Zélande              | le 7 août 1920 contre une sélection néo-zélandaise         | 4      | 0      |
| Montagu Massy-Westropp | 146 | le 15 août 1914 contre la Nouvelle-Zélande              | le 15 août 1914 contre la Nouvelle-Zélande                 | 1      | 0      |
| Clarrie Prentice       | 147 | le 15 août 1914 contre la Nouvelle-Zélande              | le 15 août 1914 contre la Nouvelle-Zélande                 | 1      | 0      |
| John Bond              | 148 | le 24 juillet 1920 contre une sélection néo-zélandaise  | le 3 septembre 1921 contre une sélection néo-zélandaise    | 4      | 3      |
| Roy Chambers           | 149 | le 24 juillet 1920 contre une sélection néo-zélandaise  | le 7 août 1920 contre une sélection néo-zélandaise         | 2      | 0      |
| Tom Davis              | 150 | le 24 juillet 1920 contre une sélection néo-zélandaise  | le 13 juin 1925 contre une sélection néo-zélandaise        | 20     | 6      |
| Vivian Dunn            | 151 | le 24 juillet 1920 contre une sélection néo-zélandaise  | le 3 septembre 1921 contre une sélection néo-zélandaise    | 7      | 0      |
| Ray Elliott            | 152 | le 24 juillet 1920 contre une sélection néo-zélandaise  | le 15 septembre 1923 contre une sélection néo-zélandaise   | 13     | 0      |
| Charlie Fox            | 153 | le 24 juillet 1920 contre une sélection néo-zélandaise  | le 22 janvier 1928 contre la France                        | 17     | 6      |
| Tommy Lawton           | 154 | le 24 juillet 1920 contre une sélection néo-zélandaise  | le 16 juillet 1932 contre la Nouvelle-Zélande              | 14     | 60     |
| Robert Marrott         | 155 | le 24 juillet 1920 contre une sélection néo-zélandaise  | le 7 août 1920 contre une sélection néo-zélandaise         | 2      | 3      |
| Arthur Mayne           | 156 | le 24 juillet 1920 contre une sélection néo-zélandaise  | le 24 juin 1922 contre les Māori de Nouvelle-Zélande       | 4      | 0      |
| Irving Ormiston        | 157 | le 24 juillet 1920 contre une sélection néo-zélandaise  | le 7 août 1920 contre une sélection néo-zélandaise         | 3      | 0      |
| Roland Raymond         | 158 | le 24 juillet 1920 contre une sélection néo-zélandaise  | le 23 juin 1923 contre les Māori de Nouvelle-Zélande       | 13     | 30     |
| Clive Farquhar         | 159 | le 31 juillet 1920 contre une sélection néo-zélandaise  | le 31 juillet 1920 contre une sélection néo-zélandaise     | 1      | 0      |
| George McKay           | 160 | le 31 juillet 1920 contre une sélection néo-zélandaise  | le 8 juillet 1922 contre les Māori de Nouvelle-Zélande     | 6      | 9      |
| Geoffrey Wyld          | 161 | le 31 juillet 1920 contre une sélection néo-zélandaise  | le 31 juillet 1920 contre une sélection néo-zélandaise     | 1      | 0      |
| Watty Friend           | 162 | le 7 août 1920 contre une sélection néo-zélandaise      | le 25 juin 1923 contre les Māori de Nouvelle-Zélande       | 10     | 23     |
| Onslow Humphreys       | 163 | le 7 août 1920 contre une sélection néo-zélandaise      | le 13 juin 1925 contre une sélection néo-zélandaise        | 6      | 3      |
| Norm Mingay            | 164 | le 7 août 1920 contre une sélection néo-zélandaise      | le 1er septembre 1923 contre une sélection néo-zélandaise  | 7      | 20     |
| Jackie Shute           | 165 | le 7 août 1920 contre une sélection néo-zélandaise      | le 8 juillet 1922 contre les Māori de Nouvelle-Zélande     | 3      | 6      |
| Slip Carr              | 166 | le 25 juin 1921 contre une sélection sud-africaine      | le 3 septembre 1921 contre une sélection néo-zélandaise    | 4      | 9      |
| Duncan Fowles          | 167 | le 25 juin 1921 contre une sélection sud-africaine      | le 25 juin 1923 contre les Māori de Nouvelle-Zélande       | 7      | 0      |
| John Holdsworth        | 168 | le 25 juin 1921 contre une sélection sud-africaine      | le 29 juillet 1922 contre une sélection néo-zélandaise     | 6      | 3      |
| Reg Lane               | 169 | le 25 juin 1921 contre une sélection sud-africaine      | le 25 juin 1921 contre une sélection sud-africaine         | 1      | 0      |
| Otto Nothling          | 170 | le 25 juin 1921 contre une sélection sud-africaine      | le 16 juillet 1924 contre une sélection néo-zélandaise     | 19     | 36     |
| Billy Sheehan          | 171 | le 25 juin 1921 contre une sélection sud-africaine      | le 17 décembre 1927 contre l'Écosse                        | 18     | 18     |
| Tom Smith              | 172 | le 25 juin 1921 contre une sélection sud-africaine      | le 19 septembre 1925 contre une sélection néo-zélandaise   | 12     | 3      |
| Joe Thorn              | 173 | le 25 juin 1921 contre une sélection sud-africaine      | le 8 juillet 1922 contre les Māori de Nouvelle-Zélande     | 6      | 0      |
| Darby Loudon           | 174 | le 3 septembre 1921 contre une sélection néo-zélandaise | le 8 juillet 1922 contre les Māori de Nouvelle-Zélande     | 4      | 5      |
| Bot Stanley            | 175 | le 3 septembre 1921 contre une sélection néo-zélandaise | le 16 juillet 1924 contre une sélection néo-zélandaise     | 14     | 53     |
| Johnnie Wallace        | 176 | le 3 septembre 1921 contre une sélection néo-zélandaise | le 22 janvier 1928 contre la France                        | 17     | 48     |
| Jock Blackwood         | 177 | le 24 juin 1922 contre les Māori de Nouvelle-Zélande    | le 22 janvier 1928 contre la France                        | 21     | 0      |
| John Taylor            | 178 | le 24 juin 1922 contre les Māori de Nouvelle-Zélande    | le 26 juin 1922 contre les Māori de Nouvelle-Zélande       | 2      | 15     |
| Charlie Thompson       | 179 | le 24 juin 1922 contre les Māori de Nouvelle-Zélande    | le 16 juillet 1924 contre une sélection néo-zélandaise     | 6      | 0      |
| Royal Cooney           | 180 | le 26 juin 1922 contre les Māori de Nouvelle-Zélande    | le 26 juin 1922 contre les Māori de Nouvelle-Zélande       | 1      | 3      |
| Reg Ferguson           | 181 | le 8 juillet 1922 contre les Māori de Nouvelle-Zélande  | le 15 juillet 1923 contre une sélection néo-zélandaise     | 4      | 0      |
| Henry Pigott           | 182 | le 8 juillet 1922 contre les Māori de Nouvelle-Zélande  | le 8 juillet 1922 contre les Māori de Nouvelle-Zélande     | 1      | 0      |
| Jack Bonner            | 183 | le 19 juillet 1922 contre une sélection néo-zélandaise  | le 12 juillet 1924 contre une sélection néo-zélandaise     | 8      | 0      |
| Larry Newman           | 184 | le 19 juillet 1922 contre une sélection néo-zélandaise  | le 19 juillet 1922 contre une sélection néo-zélandaise     | 1      | 3      |
| Ted Thorn              | 185 | le 19 juillet 1922 contre une sélection néo-zélandaise  | le 29 juillet 1926 contre une sélection néo-zélandaise     | 15     | 5      |
| Bill Marrott           | 186 | le 5 août 1922 contre une sélection néo-zélandaise      | le 1er septembre 1923 contre une sélection néo-zélandaise  | 7      | 6      |
| Norm Smith             | 187 | le 5 août 1922 contre une sélection néo-zélandaise      | le 23 juin 1925 contre une sélection néo-zélandaise        | 6      | 6      |
| Bill Douglas           | 188 | le 7 août 1922 contre une sélection néo-zélandaise      | le 7 août 1922 contre une sélection néo-zélandaise         | 1      | 0      |
| Arthur Erby            | 189 | le 16 juin 1923 contre les Māori de Nouvelle-Zélande    | le 20 juin 1925 contre une sélection néo-zélandaise        | 5      | 0      |
| Gregor George          | 190 | le 16 juin 1923 contre les Māori de Nouvelle-Zélande    | le 22 septembre 1928 contre les Māori de Nouvelle-Zélande  | 12     | 2      |
| John Pym               | 191 | le 16 juin 1923 contre les Māori de Nouvelle-Zélande    | le 16 juin 1923 contre les Māori de Nouvelle-Zélande       | 1      | 0      |
| Henry Tancred          | 192 | le 16 juin 1923 contre les Māori de Nouvelle-Zélande    | le 23 juin 1923 contre les Māori de Nouvelle-Zélande       | 2      | 0      |
| Owen Crossman          | 193 | le 16 juin 1923 contre les Māori de Nouvelle-Zélande    | le 30 août 1930 contre les Lions britanniques et irlandais | 15     | 29     |
| Allen Bowers           | 194 | le 23 juin 1923 contre les Māori de Nouvelle-Zélande    | le 12 novembre 1927 contre l'Irlande                       | 7      | 12     |
| Peter Buchanan         | 195 | le 25 juin 1923 contre les Māori de Nouvelle-Zélande    | le 25 juin 1923 contre les Māori de Nouvelle-Zélande       | 1      | 0      |
| Ted Greatorex          | 196 | le 25 juin 1923 contre les Māori de Nouvelle-Zélande    | le 22 janvier 1928 contre la France                        | 8      | 15     |
| Alexander Armstrong    | 197 | le 25 août 1923 contre une sélection néo-zélandaise     | le 1er septembre 1923 contre une sélection néo-zélandaise  | 2      | 0      |
| Danie Erasmus          | 198 | le 25 août 1923 contre une sélection néo-zélandaise     | le 1er septembre 1923 contre une sélection néo-zélandaise  | 2      | 3      |
| Hugh Taylor            | 199 | le 25 août 1923 contre une sélection néo-zélandaise     | le 16 juillet 1924 contre une sélection néo-zélandaise     | 4      | 0      |
| Bob Loudon             | 200 | le 25 août 1923 contre une sélection néo-zélandaise     | le 25 août 1934 contre la Nouvelle-Zélande                 | 13     | 12     |

## 201 à 300
| Sommaire |
| --- |
| Haut • 1 à 100 • 101 à 200 • 201 à 300 • 301 à 400 • 401 à 500 501 à 600 • 601 à 700 • 701 à 800 • 801 à 900 • 901 à 1000 |

| Nom                | No  | Première sélection                                        | Dernière sélection                                         | Matchs | Points |
| ------------------ | --- | --------------------------------------------------------- | ---------------------------------------------------------- | ------ | ------ |
| John Crakanthorp   | 201 | le 15 septembre 1923 contre une sélection néo-zélandaise  | le 15 septembre 1923 contre une sélection néo-zélandaise   | 1      | 0      |
| Wally Meagher      | 202 | le 15 septembre 1923 contre une sélection néo-zélandaise  | le 26 novembre 1927 contre le pays de Galles               | 8      | 3      |
| Roy Hoskins        | 203 | le 5 juillet 1924 contre une sélection néo-zélandaise     | le 16 juillet 1924 contre une sélection néo-zélandaise     | 3      | 0      |
| Ernie Ritchie      | 204 | le 5 juillet 1924 contre une sélection néo-zélandaise     | le 23 juin 1925 contre une sélection néo-zélandaise        | 4      | 0      |
| Hugh Buntine       | 205 | le 12 juillet 1924 contre une sélection néo-zélandaise    | le 12 juillet 1924 contre une sélection néo-zélandaise     | 1      | 0      |
| Reg Foote          | 206 | le 12 juillet 1924 contre une sélection néo-zélandaise    | le 17 juillet 1926 contre une sélection néo-zélandaise     | 3      | 0      |
| Arthur Toby        | 207 | le 16 juillet 1924 contre une sélection néo-zélandaise    | le 19 septembre 1925 contre une sélection néo-zélandaise   | 3      | 0      |
| Robert Anderson    | 208 | le 13 juin 1925 contre une sélection néo-zélandaise       | le 13 juin 1925 contre une sélection néo-zélandaise        | 1      | 0      |
| Harry Briant       | 209 | le 13 juin 1925 contre une sélection néo-zélandaise       | le 19 septembre 1925 contre une sélection néo-zélandaise   | 3      | 0      |
| John Hill          | 210 | le 13 juin 1925 contre une sélection néo-zélandaise       | le 13 juin 1925 contre une sélection néo-zélandaise        | 1      | 0      |
| Alfred Rainbow     | 211 | le 13 juin 1925 contre une sélection néo-zélandaise       | le 13 juin 1925 contre une sélection néo-zélandaise        | 1      | 0      |
| Alec Ross          | 212 | le 13 juin 1925 contre une sélection néo-zélandaise       | le 25 août 1934 contre la Nouvelle-Zélande                 | 20     | 43     |
| Patrick Mulligan   | 213 | le 13 juin 1925 contre une sélection néo-zélandaise       | le 13 juin 1925 contre une sélection néo-zélandaise        | 1      | 0      |
| Clive Bonfield     | 214 | le 20 juin 1925 contre une sélection néo-zélandaise       | le 20 juin 1925 contre une sélection néo-zélandaise        | 1      | 0      |
| Bill Laycock       | 215 | le 20 juin 1925 contre une sélection néo-zélandaise       | le 17 juillet 1926 contre une sélection néo-zélandaise     | 4      | 0      |
| Charles Morrissey  | 216 | le 20 juin 1925 contre une sélection néo-zélandaise       | le 20 juillet 1926 contre une sélection néo-zélandaise     | 5      | 3      |
| Ernie Reid         | 217 | le 20 juin 1925 contre une sélection néo-zélandaise       | le 19 septembre 1925 contre une sélection néo-zélandaise   | 3      | 0      |
| Wal Rigney         | 218 | le 20 juin 1925 contre une sélection néo-zélandaise       | le 29 juillet 1926 contre une sélection néo-zélandaise     | 3      | 0      |
| Colin Shaw         | 219 | le 20 juin 1925 contre une sélection néo-zélandaise       | le 19 septembre 1925 contre une sélection néo-zélandaise   | 3      | 0      |
| Harold Snell       | 220 | le 20 juin 1925 contre une sélection néo-zélandaise       | le 15 septembre 1928 contre une sélection néo-zélandaise   | 3      | 0      |
| Ken Tarleton       | 221 | le 20 juin 1925 contre une sélection néo-zélandaise       | le 23 juin 1925 contre une sélection néo-zélandaise        | 2      | 0      |
| Wylie Breckenridge | 222 | le 20 juin 1925 contre une sélection néo-zélandaise       | le 30 août 1930 contre les Lions britanniques et irlandais | 11     | 0      |
| Arthur Jamieson    | 223 | le 23 juin 1925 contre une sélection néo-zélandaise       | le 23 juin 1925 contre une sélection néo-zélandaise        | 1      | 0      |
| Jack Ford          | 224 | le 19 septembre 1925 contre une sélection néo-zélandaise  | le 30 août 1930 contre les Lions britanniques et irlandais | 11     | 12     |
| Bruce Judd         | 225 | le 19 septembre 1925 contre une sélection néo-zélandaise  | le 12 septembre 1931 contre la Nouvelle-Zélande            | 11     | 3      |
| Harry Woods        | 226 | le 19 septembre 1925 contre une sélection néo-zélandaise  | le 7 janvier 1928 contre l'Angleterre                      | 8      | 3      |
| Arthur Finlay      | 227 | le 10 juillet 1926 contre une sélection néo-zélandaise    | le 30 août 1930 contre les Lions britanniques et irlandais | 12     | 0      |
| Wal Ives           | 228 | le 10 juillet 1926 contre une sélection néo-zélandaise    | le 27 juillet 1929 contre la Nouvelle-Zélande              | 5      | 0      |
| Syd King           | 229 | le 10 juillet 1926 contre une sélection néo-zélandaise    | le 16 juillet 1932 contre la Nouvelle-Zélande              | 14     | 6      |
| Cyril Towers       | 230 | le 10 juillet 1926 contre une sélection néo-zélandaise    | le 17 juillet 1937 contre l'Afrique du Sud                 | 19     | 43     |
| Jim Tancred        | 231 | le 20 juillet 1926 contre une sélection néo-zélandaise    | le 22 janvier 1928 contre la France                        | 3      | 0      |
| Donald Telford     | 232 | le 20 juillet 1926 contre une sélection néo-zélandaise    | le 20 juillet 1926 contre une sélection néo-zélandaise     | 1      | 0      |
| Ray Bowden         | 233 | le 29 juillet 1926 contre une sélection néo-zélandaise    | le 29 juillet 1926 contre une sélection néo-zélandaise     | 1      | 0      |
| Ian Comrie-Thomson | 234 | le 29 juillet 1926 contre une sélection néo-zélandaise    | le 22 septembre 1928 contre les Māori de Nouvelle-Zélande  | 5      | 0      |
| Jack Duncan        | 236 | le 29 juillet 1926 contre une sélection néo-zélandaise    | le 29 juillet 1926 contre une sélection néo-zélandaise     | 1      | 0      |
| George Mackay      | 236 | le 29 juillet 1926 contre une sélection néo-zélandaise    | le 29 juillet 1926 contre une sélection néo-zélandaise     | 1      | 0      |
| Stuart McLaren     | 237 | le 29 juillet 1926 contre une sélection néo-zélandaise    | le 29 juillet 1926 contre une sélection néo-zélandaise     | 1      | 0      |
| Geoff Storey       | 238 | le 29 juillet 1926 contre une sélection néo-zélandaise    | le 30 août 1930 contre les Lions britanniques et irlandais | 8      | 0      |
| Merv Rylance       | 239 | le 29 juillet 1926 contre une sélection néo-zélandaise    | le 29 juillet 1926 contre une sélection néo-zélandaise     | 1      | 0      |
| Eric Ford          | 240 | le 12 novembre 1927 contre l'Irlande                      | le 27 juillet 1929 contre la Nouvelle-Zélande              | 7      | 12     |
| Arnold Tancred     | 241 | le 12 novembre 1927 contre l'Irlande                      | le 17 décembre 1927 contre l'Écosse                        | 3      | 0      |
| Syd Malcolm        | 242 | le 17 décembre 1927 contre l'Écosse                       | le 25 août 1934 contre la Nouvelle-Zélande                 | 18     | 6      |
| Malcolm Blair      | 243 | le 22 janvier 1928 contre la France                       | le 12 septembre 1931 contre l'Afrique du Sud               | 3      | 0      |
| Ric Bardsley       | 244 | le 5 septembre 1928 contre une sélection néo-zélandaise   | le 22 septembre 1928 contre les Māori de Nouvelle-Zélande  | 3      | 0      |
| Robert Burge       | 245 | le 5 septembre 1928 contre une sélection néo-zélandaise   | le 22 septembre 1928 contre les Māori de Nouvelle-Zélande  | 4      | 0      |
| Bill Cerrutti      | 246 | le 5 septembre 1928 contre une sélection néo-zélandaise   | le 17 juillet 1937 contre l'Afrique du Sud                 | 21     | 9      |
| John Lamb          | 247 | le 5 septembre 1928 contre une sélection néo-zélandaise   | le 22 septembre 1928 contre les Māori de Nouvelle-Zélande  | 3      | 0      |
| Jack O'Connor      | 248 | le 5 septembre 1928 contre une sélection néo-zélandaise   | le 22 septembre 1928 contre les Māori de Nouvelle-Zélande  | 4      | 3      |
| John O'Donnell     | 249 | le 5 septembre 1928 contre une sélection néo-zélandaise   | le 22 septembre 1928 contre les Māori de Nouvelle-Zélande  | 3      | 0      |
| Myer Rosenblum     | 250 | le 5 septembre 1928 contre une sélection néo-zélandaise   | le 22 septembre 1928 contre les Māori de Nouvelle-Zélande  | 4      | 9      |
| Alf Smairl         | 251 | le 5 septembre 1928 contre une sélection néo-zélandaise   | le 15 septembre 1928 contre une sélection néo-zélandaise   | 3      | 3      |
| Bob Westfield      | 252 | le 5 septembre 1928 contre une sélection néo-zélandaise   | le 27 juillet 1929 contre la Nouvelle-Zélande              | 6      | 0      |
| Bill White         | 253 | le 5 septembre 1928 contre une sélection néo-zélandaise   | le 2 juillet 1932 contre la Nouvelle-Zélande               | 3      | 6      |
| Bill Hemmingway    | 254 | le 8 septembre 1928 contre une sélection néo-zélandaise   | le 23 juillet 1932 contre la Nouvelle-Zélande              | 5      | 9      |
| Allen Munsie       | 255 | le 8 septembre 1928 contre une sélection néo-zélandaise   | le 8 septembre 1928 contre une sélection néo-zélandaise    | 1      | 0      |
| Walter Phipps      | 256 | le 8 septembre 1928 contre une sélection néo-zélandaise   | le 8 septembre 1928 contre une sélection néo-zélandaise    | 1      | 0      |
| Geoff Bland        | 257 | le 15 septembre 1928 contre une sélection néo-zélandaise  | le 2 septembre 1933 contre l'Afrique du Sud                | 9      | 0      |
| Bruce Caldwell     | 258 | le 15 septembre 1928 contre une sélection néo-zélandaise  | le 15 septembre 1928 contre une sélection néo-zélandaise   | 1      | 0      |
| Donald Bull        | 259 | le 22 septembre 1928 contre les Māori de Nouvelle-Zélande | le 22 septembre 1928 contre les Māori de Nouvelle-Zélande  | 1      | 0      |
| Bernard Croft      | 260 | le 22 septembre 1928 contre les Māori de Nouvelle-Zélande | le 22 septembre 1928 contre les Māori de Nouvelle-Zélande  | 1      | 2      |
| Edward Bonis       | 261 | le 6 juillet 1929 contre la Nouvelle-Zélande              | le 23 juillet 1938 contre la Nouvelle-Zélande              | 21     | 3      |
| Cam Gordon         | 262 | le 6 juillet 1929 contre la Nouvelle-Zélande              | le 6 juillet 1929 contre la Nouvelle-Zélande               | 1      | 3      |
| Harold Hamalainen  | 263 | le 6 juillet 1929 contre la Nouvelle-Zélande              | le 27 juillet 1929 contre la Nouvelle-Zélande              | 3      | 0      |
| Len Palfreyman     | 264 | le 6 juillet 1929 contre la Nouvelle-Zélande              | le 23 juillet 1932 contre la Nouvelle-Zélande              | 4      | 0      |
| Eddie Thompson     | 265 | le 6 juillet 1929 contre la Nouvelle-Zélande              | le 30 août 1930 contre les Lions britanniques et irlandais | 4      | 0      |
| Alan Thorpe        | 266 | le 6 juillet 1929 contre la Nouvelle-Zélande              | le 6 juillet 1929 contre la Nouvelle-Zélande               | 1      | 0      |
| Gordon McGhie      | 267 | le 20 juillet 1929 contre la Nouvelle-Zélande             | le 30 août 1930 contre les Lions britanniques et irlandais | 3      | 6      |
| Gordon Sturtridge  | 268 | le 20 juillet 1929 contre la Nouvelle-Zélande             | le 2 septembre 1933 contre l'Afrique du Sud                | 9      | 3      |
| Walter Bennett     | 269 | le 9 septembre 1931 contre les Māori de Nouvelle-Zélande  | le 12 août 1933 contre l'Afrique du Sud                    | 4      | 3      |
| Owen Bridle        | 270 | le 9 septembre 1931 contre les Māori de Nouvelle-Zélande  | le 23 septembre 1936 contre les Māori de Nouvelle-Zélande  | 12     | 15     |
| Jim Clark          | 271 | le 9 septembre 1931 contre les Māori de Nouvelle-Zélande  | le 8 juillet 1933 contre l'Afrique du Sud                  | 5      | 0      |
| Harold Herd        | 272 | le 9 septembre 1931 contre les Māori de Nouvelle-Zélande  | le 9 septembre 1931 contre les Māori de Nouvelle-Zélande   | 1      | 0      |
| Tom Perrin         | 273 | le 9 septembre 1931 contre les Māori de Nouvelle-Zélande  | le 12 septembre 1931 contre la Nouvelle-Zélande            | 2      | 0      |
| Jack Steggall      | 274 | le 9 septembre 1931 contre les Māori de Nouvelle-Zélande  | le 2 septembre 1933 contre l'Afrique du Sud                | 10     | 9      |
| Harold Tolhurst    | 275 | le 9 septembre 1931 contre les Māori de Nouvelle-Zélande  | le 12 septembre 1931 contre la Nouvelle-Zélande            | 2      | 0      |
| Max White          | 276 | le 9 septembre 1931 contre les Māori de Nouvelle-Zélande  | le 2 septembre 1933 contre l'Afrique du Sud                | 9      | 0      |
| Dave Cowper        | 277 | le 12 septembre 1931 contre la Nouvelle-Zélande           | le 2 septembre 1933 contre l'Afrique du Sud                | 9      | 18     |
| Kiwi Cooke         | 278 | le 2 juillet 1932 contre la Nouvelle-Zélande              | le 11 janvier 1948 contre la France                        | 13     | 3      |
| Dinny Love         | 279 | le 2 juillet 1932 contre la Nouvelle-Zélande              | le 23 juillet 1932 contre la Nouvelle-Zélande              | 3      | 0      |
| Weary Dunlop       | 280 | le 23 juillet 1932 contre la Nouvelle-Zélande             | le 11 août 1934 contre la Nouvelle-Zélande                 | 2      | 0      |
| Roy Lindsay        | 281 | le 23 juillet 1932 contre la Nouvelle-Zélande             | le 23 juillet 1932 contre la Nouvelle-Zélande              | 1      | 0      |
| Ron Biilman        | 282 | le 8 juillet 1933 contre l'Afrique du Sud                 | le 26 août 1933 contre l'Afrique du Sud                    | 4      | 12     |
| Jack Kelaher       | 283 | le 8 juillet 1933 contre l'Afrique du Sud                 | le 13 août 1938 contre la Nouvelle-Zélande                 | 13     | 9      |
| Walter Mackney     | 284 | le 8 juillet 1933 contre l'Afrique du Sud                 | le 25 août 1934 contre la Nouvelle-Zélande                 | 4      | 0      |
| Doug McLean        | 285 | le 8 juillet 1933 contre l'Afrique du Sud                 | le 23 septembre 1936 contre les Māori de Nouvelle-Zélande  | 10     | 12     |
| Bill White         | 286 | le 8 juillet 1933 contre l'Afrique du Sud                 | le 23 septembre 1936 contre les Māori de Nouvelle-Zélande  | 10     | 0      |
| Aub Hodgson        | 287 | le 22 juillet 1933 contre l'Afrique du Sud                | le 13 août 1938 contre la Nouvelle-Zélande                 | 11     | 3      |
| Vincent Birmingham | 288 | le 11 août 1934 contre la Nouvelle-Zélande                | le 26 juin 1937 contre l'Afrique du Sud                    | 3      | 0      |
| Dooney Hayes       | 289 | le 11 août 1934 contre la Nouvelle-Zélande                | le 13 août 1938 contre la Nouvelle-Zélande                 | 5      | 3      |
| Ted Jessep         | 290 | le 11 août 1934 contre la Nouvelle-Zélande                | le 25 août 1934 contre la Nouvelle-Zélande                 | 2      | 0      |
| Wally Lewis        | 291 | le 11 août 1934 contre la Nouvelle-Zélande                | le 23 juillet 1938 contre la Nouvelle-Zélande              | 4      | 0      |
| Ron Walden         | 292 | le 25 août 1934 contre la Nouvelle-Zélande                | le 23 septembre 1936 contre les Māori de Nouvelle-Zélande  | 4      | 0      |
| Mike Gibbons       | 293 | le 5 septembre 1936 contre la Nouvelle-Zélande            | le 23 septembre 1936 contre les Māori de Nouvelle-Zélande  | 3      | 2      |
| Frank Hutchinson   | 294 | le 5 septembre 1936 contre la Nouvelle-Zélande            | le 13 août 1938 contre la Nouvelle-Zélande                 | 4      | 0      |
| Russell Kelly      | 295 | le 5 septembre 1936 contre la Nouvelle-Zélande            | le 6 août 1938 contre la Nouvelle-Zélande                  | 7      | 2      |
| Bill McLaughlin    | 296 | le 5 septembre 1936 contre la Nouvelle-Zélande            | le 12 septembre 1936 contre la Nouvelle-Zélande            | 2      | 6      |
| Jack Malone        | 297 | le 5 septembre 1936 contre la Nouvelle-Zélande            | le 17 juillet 1937 contre l'Afrique du Sud                 | 4      | 0      |
| Thomas Pauling     | 298 | le 5 septembre 1936 contre la Nouvelle-Zélande            | le 26 juin 1937 contre l'Afrique du Sud                    | 2      | 0      |
| Ron Rankin         | 299 | le 5 septembre 1936 contre la Nouvelle-Zélande            | le 6 août 1938 contre la Nouvelle-Zélande                  | 7      | 27     |
| Vic Richards       | 300 | le 5 septembre 1936 contre la Nouvelle-Zélande            | le 23 juillet 1938 contre la Nouvelle-Zélande              | 5      | 3      |

## 301 à 400
| Sommaire |
| --- |
| Haut • 1 à 100 • 101 à 200 • 201 à 300 • 301 à 400 • 401 à 500 501 à 600 • 601 à 700 • 701 à 800 • 801 à 900 • 901 à 1000 |

| Nom                | No  | Première sélection                                         | Dernière sélection                                         | Matchs | Points |
| ------------------ | --- | ---------------------------------------------------------- | ---------------------------------------------------------- | ------ | ------ |
| Keith Storey       | 301 | le 12 septembre 1936 contre la Nouvelle-Zélande            | le 12 septembre contre la Nouvelle-Zélande                 | 1      | 0      |
| Roo Dor            | 302 | le 23 septembre 1936 contre les Māori de Nouvelle-Zélande  | le 26 juin 1937 contre l'Afrique du Sud                    | 2      | 0      |
| Mac Ramsay         | 303 | le 23 septembre 1936 contre les Māori de Nouvelle-Zélande  | le 13 août 1938 contre la Nouvelle-Zélande                 | 4      | 6      |
| Eric Hutchinson    | 304 | le 26 juin 1937 contre l'Afrique du Sud                    | le 17 juillet 1937 contre l'Afrique du Sud                 | 2      | 0      |
| Jan McShane        | 305 | le 26 juin 1937 contre l'Afrique du Sud                    | le 17 juillet 1937 contre l'Afrique du Sud                 | 2      | 0      |
| Vayro Wilson       | 306 | le 26 juin 1937 contre l'Afrique du Sud                    | le 13 août 1938 contre la Nouvelle-Zélande                 | 5      | 0      |
| Keith Windon       | 307 | le 26 juin 1937 contre l'Afrique du Sud                    | le 25 septembre 1946 contre les Māori de Nouvelle-Zélande  | 3      | 0      |
| Paul Collins       | 308 | le 17 juillet 1937 contre l'Afrique du Sud                 | le 13 août 1938 contre la Nouvelle-Zélande                 | 3      | 3      |
| Bill Hammon        | 309 | le 17 juillet 1937 contre l'Afrique du Sud                 | le 17 juillet 1937 contre l'Afrique du Sud                 | 1      | 0      |
| Frank O'Brien      | 310 | le 17 juillet 1937 contre l'Afrique du Sud                 | le 13 août 1938 contre la Nouvelle-Zélande                 | 2      | 3      |
| Alby Stone         | 311 | le 17 juillet 1937 contre l'Afrique du Sud                 | le 13 août 1938 contre la Nouvelle-Zélande                 | 3      | 0      |
| Max Carpenter      | 312 | le 23 juillet 1938 contre la Nouvelle-Zélande              | le 6 août 1938 contre la Nouvelle-Zélande                  | 2      | 20     |
| John Howard        | 313 | le 23 juillet 1938 contre la Nouvelle-Zélande              | le 6 août 1938 contre la Nouvelle-Zélande                  | 2      | 0      |
| Frederick Kerr     | 314 | le 23 juillet 1938 contre la Nouvelle-Zélande              | le 23 juillet 1938 contre la Nouvelle-Zélande              | 1      | 0      |
| Boyd Oxlade        | 315 | le 23 juillet 1938 contre la Nouvelle-Zélande              | le 13 août 1938 contre la Nouvelle-Zélande                 | 3      | 0      |
| Gordon Stone       | 316 | le 23 juillet 1938 contre la Nouvelle-Zélande              | le 23 juillet 1938 contre la Nouvelle-Zélande              | 1      | 0      |
| Winston Ide        | 317 | le 6 août 1938 contre la Nouvelle-Zélande                  | le 13 août 1938 contre la Nouvelle-Zélande                 | 2      | 0      |
| Haggis Lang        | 318 | le 6 août 1938 contre la Nouvelle-Zélande                  | le 13 août 1938 contre la Nouvelle-Zélande                 | 2      | 0      |
| Cracker McDonald   | 319 | le 6 août 1938 contre la Nouvelle-Zélande                  | le 13 août 1938 contre la Nouvelle-Zélande                 | 2      | 0      |
| Bill Monti         | 320 | le 6 août 1938 contre la Nouvelle-Zélande                  | le 6 août 1938 contre la Nouvelle-Zélande                  | 1      | 0      |
| Cec Ramalli        | 321 | le 6 août 1938 contre la Nouvelle-Zélande                  | le 13 août 1938 contre la Nouvelle-Zélande                 | 2      | 0      |
| Mick Clifford      | 322 | le 13 août 1938 contre la Nouvelle-Zélande                 | le 13 août 1938 contre la Nouvelle-Zélande                 | 1      | 0      |
| Trevor Allan       | 323 | le 14 septembre 1946 contre la Nouvelle-Zélande            | le 24 septembre 1949 contre la Nouvelle-Zélande            | 14     | 24     |
| Arthur Buchan      | 324 | le 14 septembre 1946 contre la Nouvelle-Zélande            | le 25 juin 1949 contre les Māori de Nouvelle-Zélande       | 10     | 0      |
| Nick Cremin        | 325 | le 14 septembre 1946 contre la Nouvelle-Zélande            | le 14 juin 1947 contre la Nouvelle-Zélande                 | 3      | 0      |
| William Dawson     | 326 | le 14 septembre 1946 contre la Nouvelle-Zélande            | le 28 septembre 1946 contre la Nouvelle-Zélande            | 2      | 0      |
| Charles Eastes     | 327 | le 14 septembre 1946 contre la Nouvelle-Zélande            | le 11 juin 1949 contre les Māori de Nouvelle-Zélande       | 6      | 6      |
| Phillip Hardcastle | 328 | le 14 septembre 1946 contre la Nouvelle-Zélande            | le 25 juin 1949 contre les Māori de Nouvelle-Zélande       | 5      | 0      |
| Adrian Johnson     | 329 | le 14 septembre 1946 contre la Nouvelle-Zélande            | le 25 septembre 1946 contre les Māori de Nouvelle-Zélande  | 2      | 0      |
| Alan Livermore     | 330 | le 14 septembre 1946 contre la Nouvelle-Zélande            | le 25 septembre 1946 contre les Māori de Nouvelle-Zélande  | 2      | 0      |
| John McBride       | 331 | le 14 septembre 1946 contre la Nouvelle-Zélande            | le 11 janvier 1948 contre la France                        | 10     | 3      |
| Bill McLean        | 332 | le 14 septembre 1946 contre la Nouvelle-Zélande            | le 28 juin 1947 contre la Nouvelle-Zélande                 | 5      | 3      |
| Bob McMaster       | 333 | le 14 septembre 1946 contre la Nouvelle-Zélande            | le 20 décembre 1947 contre le pays de Galles               | 7      | 2      |
| Brian Piper        | 334 | le 14 septembre 1946 contre la Nouvelle-Zélande            | le 25 juin 1949 contre les Māori de Nouvelle-Zélande       | 12     | 18     |
| Bernard Schulte    | 335 | le 14 septembre 1946 contre la Nouvelle-Zélande            | le 25 septembre 1946 contre les Māori de Nouvelle-Zélande  | 2      | 0      |
| Eric Tweedale      | 336 | le 14 septembre 1946 contre la Nouvelle-Zélande            | le 25 juin 1949 contre les Māori de Nouvelle-Zélande       | 10     | 0      |
| Col Windon         | 337 | le 14 septembre 1946 contre la Nouvelle-Zélande            | le 13 septembre 1952 contre la Nouvelle-Zélande            | 20     | 33     |
| Ernest Freeman     | 338 | le 14 septembre 1946 contre la Nouvelle-Zélande            | le 25 septembre 1946 contre les Māori de Nouvelle-Zélande  | 2      | 0      |
| Max Howell         | 339 | le 14 septembre 1946 contre la Nouvelle-Zélande            | le 20 décembre 1947 contre le pays de Galles               | 5      | 3      |
| Des Bannon         | 340 | le 25 septembre 1946 contre les Māori de Nouvelle-Zélande  | le 25 septembre 1946 contre les Māori de Nouvelle-Zélande  | 1      | 0      |
| Don Furness        | 341 | le 25 septembre 1946 contre les Māori de Nouvelle-Zélande  | le 25 septembre 1946 contre les Māori de Nouvelle-Zélande  | 1      | 0      |
| Bruce Hamilton     | 342 | le 25 septembre 1946 contre les Māori de Nouvelle-Zélande  | le 25 septembre 1946 contre les Māori de Nouvelle-Zélande  | 1      | 0      |
| James Stone        | 343 | le 25 septembre 1946 contre les Māori de Nouvelle-Zélande  | le 28 septembre 1946 contre la Nouvelle-Zélande            | 2      | 0      |
| Cyril Burke        | 344 | le 28 septembre 1946 contre la Nouvelle-Zélande            | le 2 juin 1956 contre l'Afrique du Sud                     | 26     | 6      |
| Roger Cornforth    | 345 | le 14 juin 1947 contre la Nouvelle-Zélande                 | le 26 août 1950 contre les Lions britanniques et irlandais | 2      | 3      |
| Ken Kearney        | 346 | le 14 juin 1947 contre la Nouvelle-Zélande                 | le 11 janvier 1948 contre la France                        | 7      | 3      |
| Doug Keller        | 347 | le 14 juin 1947 contre la Nouvelle-Zélande                 | le 11 janvier 1948 contre la France                        | 6      | 0      |
| Alan Walker        | 348 | le 14 juin 1947 contre la Nouvelle-Zélande                 | le 26 août 1950 contre les Lions britanniques et irlandais | 5      | 3      |
| Thomas Bourke      | 349 | le 28 juin 1947 contre la Nouvelle-Zélande                 | le 28 juin 1947 contre la Nouvelle-Zélande                 | 1      | 0      |
| Neville Emery      | 350 | le 28 juin 1947 contre la Nouvelle-Zélande                 | le 24 septembre 1949 contre la Nouvelle-Zélande            | 10     | 3      |
| Joe Kraefft        | 351 | le 28 juin 1947 contre la Nouvelle-Zélande                 | le 11 janvier 1948 contre la France                        | 6      | 0      |
| Nick Shehadie      | 352 | le 28 juin 1947 contre la Nouvelle-Zélande                 | le 18 janvier 1958 contre l'Irlande                        | 30     | 9      |
| Clement Windsor    | 353 | le 28 juin 1947 contre la Nouvelle-Zélande                 | le 28 juin 1947 contre la Nouvelle-Zélande                 | 1      | 0      |
| Eric Davis         | 354 | le 22 novembre 1947 contre l'Écosse                        | le 11 juin 1949 contre les Māori de Nouvelle-Zélande       | 4      | 0      |
| Arthur Tonkin      | 355 | le 22 novembre 1947 contre l'Écosse                        | le 26 août 1950 contre les Lions britanniques et irlandais | 6      | 14     |
| Jack Baxter        | 356 | le 4 juin 1949 contre les Māori de Nouvelle-Zélande        | le 13 septembre 1952 contre la Nouvelle-Zélande            | 9      | 0      |
| Jack Blomley       | 357 | le 4 juin 1949 contre les Māori de Nouvelle-Zélande        | le 26 août 1950 contre les Lions britanniques et irlandais | 7      | 3      |
| Eddie Broad        | 358 | le 4 juin 1949 contre les Māori de Nouvelle-Zélande        | le 4 juin 1949 contre les Māori de Nouvelle-Zélande        | 1      | 0      |
| Roy Cawsey         | 359 | le 4 juin 1949 contre les Māori de Nouvelle-Zélande        | le 24 septembre 1949 contre la Nouvelle-Zélande            | 3      | 4      |
| Notchy Cottrell    | 360 | le 4 juin 1949 contre les Māori de Nouvelle-Zélande        | le 13 septembre 1952 contre la Nouvelle-Zélande            | 14     | 10     |
| Keith Cross        | 361 | le 4 juin 1949 contre les Māori de Nouvelle-Zélande        | le 1er juin 1957 contre la Nouvelle-Zélande                | 19     | 15     |
| Patrick Harvey     | 362 | le 4 juin 1949 contre les Māori de Nouvelle-Zélande        | le 11 juin 1949 contre les Māori de Nouvelle-Zélande       | 2      | 0      |
| Jack Marshall      | 363 | le 4 juin 1949 contre les Māori de Nouvelle-Zélande        | le 4 juin 1949 contre les Māori de Nouvelle-Zélande        | 1      | 0      |
| Dave Brockhoff     | 364 | le 11 juin 1949 contre les Māori de Nouvelle-Zélande       | le 21 juillet 1951 contre la Nouvelle-Zélande              | 8      | 6      |
| John Fogarty       | 365 | le 11 juin 1949 contre les Māori de Nouvelle-Zélande       | le 25 juin 1949 contre les Māori de Nouvelle-Zélande       | 2      | 0      |
| John Solomon       | 366 | le 25 juin 1949 contre les Māori de Nouvelle-Zélande       | le 20 août 1955 contre la Nouvelle-Zélande                 | 14     | 15     |
| Clarrie Davis      | 367 | le 3 septembre 1949 contre la Nouvelle-Zélande             | le 21 juillet 1951 contre la Nouvelle-Zélande              | 4      | 0      |
| Ralph Garner       | 368 | le 3 septembre 1949 contre la Nouvelle-Zélande             | le 24 septembre 1949 contre la Nouvelle-Zélande            | 2      | 6      |
| Rex Mossop         | 369 | le 3 septembre 1949 contre la Nouvelle-Zélande             | le 23 juin 1951 contre la Nouvelle-Zélande                 | 5      | 0      |
| Bevan Wilson       | 370 | le 3 septembre 1949 contre la Nouvelle-Zélande             | le 24 septembre 1949 contre la Nouvelle-Zélande            | 2      | 0      |
| Bill Gardiner      | 371 | le 19 août 1950 contre les Lions britanniques et irlandais | le 19 août 1950 contre les Lions britanniques et irlandais | 1      | 6      |
| Keith Gordon       | 372 | le 19 août 1950 contre les Lions britanniques et irlandais | le 26 août 1950 contre les Lions britanniques et irlandais | 2      | 0      |
| Nigger Hills       | 373 | le 19 août 1950 contre les Lions britanniques et irlandais | le 26 août 1950 contre les Lions britanniques et irlandais | 2      | 0      |
| Fabe McCarthy      | 374 | le 19 août 1950 contre les Lions britanniques et irlandais | le 19 août 1950 contre les Lions britanniques et irlandais | 1      | 0      |
| Donald McMillan    | 375 | le 19 août 1950 contre les Lions britanniques et irlandais | le 26 août 1950 contre les Lions britanniques et irlandais | 2      | 0      |
| Peter Thompson     | 376 | le 19 août 1950 contre les Lions britanniques et irlandais | le 19 août 1950 contre les Lions britanniques et irlandais | 1      | 0      |
| Paul Costello      | 377 | le 26 août 1950 contre les Lions britanniques et irlandais | le 26 août 1950 contre les Lions britanniques et irlandais | 1      | 0      |
| Alan Cameron       | 378 | le 23 juin 1951 contre la Nouvelle-Zélande                 | le 18 janvier 1958 contre l'Irlande                        | 20     | 3      |
| Keith Gudsell      | 379 | le 23 juin 1951 contre la Nouvelle-Zélande                 | le 21 juillet 1951 contre la Nouvelle-Zélande              | 3      | 0      |
| Conrad Primmer     | 380 | le 23 juin 1951 contre la Nouvelle-Zélande                 | le 21 juillet 1951 contre la Nouvelle-Zélande              | 2      | 0      |
| Peter Rothwell     | 381 | le 23 juin 1951 contre la Nouvelle-Zélande                 | le 26 juillet 1952 contre les Fidji                        | 4      | 8      |
| Eddie Stapleton    | 382 | le 23 juin 1951 contre la Nouvelle-Zélande                 | le 23 août 1958 contre la Nouvelle-Zélande                 | 16     | 25     |
| Dick Tooth         | 383 | le 23 juin 1951 contre la Nouvelle-Zélande                 | le 1er juin 1957 contre la Nouvelle-Zélande                | 10     | 21     |
| Arch Winning       | 384 | le 23 juin 1951 contre la Nouvelle-Zélande                 | le 23 juin 1951 contre la Nouvelle-Zélande                 | 1      | 0      |
| Tiny Betts         | 385 | le 7 juillet 1951 contre la Nouvelle-Zélande               | le 26 juin 1954 contre les Fidji                           | 3      | 0      |
| Murray Tate        | 386 | le 21 juillet 1951 contre la Nouvelle-Zélande              | le 26 juin 1954 contre les Fidji                           | 8      | 3      |
| Herbert Barker     | 387 | le 26 juillet 1952 contre les Fidji                        | le 26 juin 1954 contre les Fidji                           | 7      | 27     |
| Brian Cox          | 388 | le 26 juillet 1952 contre les Fidji                        | le 1er juillet 1957 contre la Nouvelle-Zélande             | 9      | 3      |
| Bob Davidson       | 389 | le 26 juillet 1952 contre les Fidji                        | le 14 juin 1958 contre les Māori de Nouvelle-Zélande       | 13     | 0      |
| Lou Hatherall      | 390 | le 26 juillet 1952 contre les Fidji                        | le 9 août 1952 contre les Fidji                            | 2      | 0      |
| Brian Johnson      | 391 | le 26 juillet 1952 contre les Fidji                        | le 3 septembre 1955 contre la Nouvelle-Zélande             | 9      | 6      |
| Garth Jones        | 392 | le 26 juillet 1952 contre les Fidji                        | le 26 mai 1956 contre l'Afrique du Sud                     | 12     | 12     |
| Tony Miller        | 393 | le 26 juillet 1952 contre les Fidji                        | le 19 août 1967 contre la Nouvelle-Zélande                 | 41     | 6      |
| Ray Colbert        | 394 | le 9 août 1952 contre les Fidji                            | le 26 septembre 1953 contre l'Afrique du Sud               | 6      | 6      |
| John O'Neill       | 395 | le 6 septembre 1952 contre la Nouvelle-Zélande             | le 2 juin 1956 contre l'Afrique du Sud                     | 4      | 0      |
| John Bosler        | 396 | le 22 août 1953 contre l'Afrique du Sud                    | le 22 août 1953 contre l'Afrique du Sud                    | 1      | 0      |
| Jack Carroll       | 397 | le 22 août 1953 contre l'Afrique du Sud                    | le 22 août 1953 contre l'Afrique du Sud                    | 1      | 0      |
| Mac Hughes         | 398 | le 22 août 1953 contre l'Afrique du Sud                    | le 9 août 1958 contre la France                            | 14     | 3      |
| James Phipps       | 399 | le 22 août 1953 contre l'Afrique du Sud                    | le 2 juin 1956 contre l'Afrique du Sud                     | 11     | 3      |
| Thomas Sweeney     | 400 | le 22 août 1953 contre l'Afrique du Sud                    | le 22 août 1953 contre l'Afrique du Sud                    | 1      | 3      |

## 401 à 500
| Sommaire |
| --- |
| Haut • 1 à 100 • 101 à 200 • 201 à 300 • 301 à 400 • 401 à 500 501 à 600 • 601 à 700 • 701 à 800 • 801 à 900 • 901 à 1000 |

| Nom                | No  | Première sélection                                        | Dernière sélection                                         | Matchs | Points |
| ------------------ | --- | --------------------------------------------------------- | ---------------------------------------------------------- | ------ | ------ |
| Jim Walsh          | 401 | le 22 août 1953 contre l'Afrique du Sud                   | le 26 septembre 1953 contre l'Afrique du Sud               | 4      | 0      |
| Spencer Brown      | 402 | le 5 septembre 1953 contre l'Afrique du Sud               | le 26 septembre 1953 contre l'Afrique du Sud               | 3      | 0      |
| Colin Forbes       | 403 | le 5 septembre 1953 contre l'Afrique du Sud               | le 2 juin 1956 contre l'Afrique du Sud                     | 6      | 0      |
| Vince Heinrich     | 404 | le 5 juin 1954 contre les Fidji                           | le 26 juin 1954 contre les Fidji                           | 2      | 0      |
| Paul Mooney        | 405 | le 5 juin 1954 contre les Fidji                           | le 26 juin 1954 contre les Fidji                           | 2      | 0      |
| John Pashley       | 406 | le 5 juin 1954 contre les Fidji                           | le 5 juillet 1958 contre les Māori de Nouvelle-Zélande     | 5      | 0      |
| Gavan Horsley      | 407 | le 26 juin 1954 contre les Fidji                          | le 26 juin 1954 contre les Fidji                           | 1      | 0      |
| Neil Adams         | 408 | le 20 août 1955 contre la Nouvelle-Zélande                | le 20 août 1955 contre la Nouvelle-Zélande                 | 1      | 0      |
| James Cross        | 409 | le 20 août 1955 contre la Nouvelle-Zélande                | le 17 septembre 1955 contre la Nouvelle-Zélande            | 3      | 0      |
| John Thornett      | 410 | le 20 août 1955 contre la Nouvelle-Zélande                | le 11 février 1967 contre la France                        | 37     | 3      |
| Gordon Davis       | 411 | le 3 septembre 1955 contre la Nouvelle-Zélande            | le 17 septembre 1955 contre la Nouvelle-Zélande            | 2      | 0      |
| Roderick Phelps    | 412 | le 3 septembre 1955 contre la Nouvelle-Zélande            | le 4 juin 1962 contre la Nouvelle-Zélande                  | 23     | 6      |
| Donald Strachan    | 413 | le 3 septembre 1955 contre la Nouvelle-Zélande            | le 17 septembre 1955 contre la Nouvelle-Zélande            | 2      | 0      |
| Jim Brown          | 414 | le 26 mai 1956 contre l'Afrique du Sud                    | le 9 mars 1958 contre la France                            | 9      | 0      |
| Ainslie Sheil      | 415 | le 26 mai 1956 contre l'Afrique du Sud                    | le 26 mai 1956 contre l'Afrique du Sud                     | 1      | 0      |
| Saxon White        | 416 | le 26 mai 1956 contre l'Afrique du Sud                    | le 5 juillet 1958 contre les Māori de Nouvelle-Zélande     | 7      | 0      |
| Barry Roberts      | 417 | le 2 juin 1956 contre l'Afrique du Sud                    | le 2 juin 1956 contre l'Afrique du Sud                     | 1      | 0      |
| Terrence Curley    | 418 | le 25 mai 1957 contre la Nouvelle-Zélande                 | le 20 septembre 1958 contre la Nouvelle-Zélande            | 11     | 11     |
| Ken Donald         | 419 | le 25 mai 1957 contre la Nouvelle-Zélande                 | le 13 juin 1959 contre les Lions britanniques et irlandais | 9      | 21     |
| Max Elliott        | 420 | le 25 mai 1957 contre la Nouvelle-Zélande                 | le 25 mai 1957 contre la Nouvelle-Zélande                  | 1      | 0      |
| Peter Fenwicke     | 421 | le 25 mai 1957 contre la Nouvelle-Zélande                 | le 13 juin 1959 contre les Lions britanniques et irlandais | 6      | 0      |
| Alan Morton        | 422 | le 25 mai 1957 contre la Nouvelle-Zélande                 | le 13 juin 1959 contre les Lions britanniques et irlandais | 11     | 9      |
| Jack Potter        | 423 | le 25 mai 1957 contre la Nouvelle-Zélande                 | le 6 juin 1959 contre les Lions britanniques et irlandais  | 5      | 0      |
| Chilla Wilson      | 424 | le 25 mai 1957 contre la Nouvelle-Zélande                 | le 20 septembre 1958 contre la Nouvelle-Zélande            | 4      | 0      |
| David Emanuel      | 425 | le 1er juin 1957 contre la Nouvelle-Zélande               | le 5 juillet 1958 contre les Māori de Nouvelle-Zélande     | 9      | 0      |
| Brian Ford         | 426 | le 1er juin 1957 contre la Nouvelle-Zélande               | le 1er juin 1957 contre la Nouvelle-Zélande                | 1      | 0      |
| Bill Gunther       | 427 | le 1er juin 1957 contre la Nouvelle-Zélande               | le 1er juin 1957 contre la Nouvelle-Zélande                | 1      | 0      |
| Neil Latimer       | 428 | le 1er juin 1957 contre la Nouvelle-Zélande               | le 1er juin 1957 contre la Nouvelle-Zélande                | 1      | 0      |
| Desmond Connor     | 429 | le 4 janvier 1958 contre le pays de Galles                | le 29 août 1964 contre la Nouvelle-Zélande                 | 24     | 0      |
| Jim Lenehan        | 430 | le 4 janvier 1958 contre le pays de Galles                | le 13 mai 1967 contre l'Irlande                            | 24     | 46     |
| Arthur Summons     | 431 | le 4 janvier 1958 contre le pays de Galles                | le 13 juin 1959 contre les Lions britanniques et irlandais | 10     | 3      |
| Kevin Ryan         | 432 | le 1er février 1958 contre l'Angleterre                   | le 20 septembre 1958 contre la Nouvelle-Zélande            | 5      | 0      |
| Geoffrey Vaughan   | 433 | le 1er février 1958 contre l'Angleterre                   | le 5 juillet 1958 contre les Māori de Nouvelle-Zélande     | 6      | 0      |
| Edwin Purkiss      | 434 | le 15 février 1958 contre l'Écosse                        | le 14 juin 1958 contre les Māori de Nouvelle-Zélande       | 2      | 0      |
| Otto Fox           | 435 | le 9 mars 1958 contre la France                           | le 9 mars 1958 contre la France                            | 1      | 0      |
| Ron Harvey         | 436 | le 9 mars 1958 contre la France                           | le 5 juillet 1958 contre les Māori de Nouvelle-Zélande     | 2      | 0      |
| Kenneth Yantz      | 437 | le 9 mars 1958 contre la France                           | le 9 mars 1958 contre la France                            | 1      | 0      |
| Alistair Boyd      | 438 | le 14 juin 1958 contre les Māori de Nouvelle-Zélande      | le 14 juin 1958 contre les Māori de Nouvelle-Zélande       | 1      | 0      |
| Donald Logan       | 439 | le 14 juin 1958 contre les Māori de Nouvelle-Zélande      | le 14 juin 1958 contre les Māori de Nouvelle-Zélande       | 1      | 0      |
| Ronald Meadows     | 440 | le 14 juin 1958 contre les Māori de Nouvelle-Zélande      | le 20 septembre 1958 contre la Nouvelle-Zélande            | 6      | 0      |
| Bruce Wells        | 441 | le 14 juin 1958 contre les Māori de Nouvelle-Zélande      | le 14 juin 1958 contre les Māori de Nouvelle-Zélande       | 1      | 0      |
| John Carroll       | 442 | le 28 juin 1958 contre les Māori de Nouvelle-Zélande      | le 13 juin 1959 contre les Lions britanniques et irlandais | 7      | 3      |
| Peter James        | 443 | le 28 juin 1958 contre les Māori de Nouvelle-Zélande      | le 5 juillet 1958 contre les Māori de Nouvelle-Zélande     | 2      | 0      |
| Kerry Larkin       | 444 | le 28 juin 1958 contre les Māori de Nouvelle-Zélande      | le 5 juillet 1958 contre les Māori de Nouvelle-Zélande     | 2      | 0      |
| Peter Dunn         | 445 | le 23 août 1958 contre la Nouvelle-Zélande                | le 13 juin 1959 contre les Lions britanniques et irlandais | 5      | 0      |
| Keith Ellis        | 446 | le 23 août 1958 contre la Nouvelle-Zélande                | le 13 juin 1959 contre les Lions britanniques et irlandais | 5      | 0      |
| Beres Ellwood      | 447 | le 23 août 1958 contre la Nouvelle-Zélande                | le 28 mai 1966 contre les Lions britanniques et irlandais  | 20     | 29     |
| Donald Lowth       | 448 | le 23 août 1958 contre la Nouvelle-Zélande                | le 23 août 1958 contre la Nouvelle-Zélande                 | 1      | 0      |
| Jon White          | 449 | le 23 août 1958 contre la Nouvelle-Zélande                | le 26 juin 1965 contre l'Afrique du Sud                    | 24     | 0      |
| Danny Kay          | 450 | le 6 septembre 1958 contre la Nouvelle-Zélande            | le 13 juin 1959 contre les Lions britanniques et irlandais | 2      | 0      |
| Thomas Baxter      | 451 | le 20 septembre 1958 contre la Nouvelle-Zélande           | le 20 septembre 1958 contre la Nouvelle-Zélande            | 1      | 0      |
| Len Diett          | 452 | le 6 juin 1959 contre les Lions britanniques et irlandais | le 13 juin 1959 contre les Lions britanniques et irlandais | 2      | 0      |
| Peter Johnson      | 453 | le 6 juin 1959 contre les Lions britanniques et irlandais | le 27 novembre 1971 contre la France                       | 42     | 3      |
| Bob Outterside     | 454 | le 6 juin 1959 contre les Lions britanniques et irlandais | le 13 juin 1959 contre les Lions britanniques et irlandais | 2      | 0      |
| Ken Catchpole      | 455 | le 10 juin 1961 contre les Fidji                          | le 15 juin 1968 contre la Nouvelle-Zélande                 | 29     | 7      |
| Michael Cleary     | 456 | le 10 juin 1961 contre les Fidji                          | le 26 août 1961 contre la France                           | 6      | 12     |
| John Dowse         | 457 | le 10 juin 1961 contre les Fidji                          | le 12 août 1961 contre l'Afrique du Sud                    | 4      | 25     |
| Ted Heinrich       | 458 | le 10 juin 1961 contre les Fidji                          | le 13 juillet 1963 contre l'Afrique du Sud                 | 10     | 6      |
| Jimmy Lisle        | 459 | le 10 juin 1961 contre les Fidji                          | le 5 août 1961 contre l'Afrique du Sud                     | 4      | 6      |
| Graeme McDougall   | 460 | le 10 juin 1961 contre les Fidji                          | le 5 août 1961 contre l'Afrique du Sud                     | 2      | 0      |
| Ted Magrath        | 461 | le 10 juin 1961 contre les Fidji                          | le 26 août 1961 contre la France                           | 3      | 3      |
| John O'Gorman      | 462 | le 10 juin 1961 contre les Fidji                          | le 13 mai 1967 contre l'Irlande                            | 18     | 0      |
| Terry Reid         | 463 | le 10 juin 1961 contre les Fidji                          | le 26 mai 1962 contre la Nouvelle-Zélande                  | 5      | 3      |
| Harry Roberts      | 464 | le 10 juin 1961 contre les Fidji                          | le 26 août 1961 contre la France                           | 4      | 0      |
| Dick Thorne        | 465 | le 10 juin 1961 contre les Fidji                          | le 22 septembre 1962 contre la Nouvelle-Zélande            | 11     | 6      |
| Robin Heming       | 466 | le 17 juin 1961 contre les Fidji                          | le 11 février 1967 contre la France                        | 21     | 0      |
| Robert Potter      | 467 | le 17 juin 1961 contre les Fidji                          | le 17 juin 1961 contre les Fidji                           | 1      | 0      |
| Art Turnbull       | 468 | le 1er juillet 1961 contre les Fidji                      | le 1er juillet 1961 contre les Fidji                       | 1      | 0      |
| Stewart Boyce      | 469 | le 26 mai 1962 contre la Nouvelle-Zélande                 | le 13 mai 1967 contre l'Irlande                            | 13     | 12     |
| Lloyd McDermott    | 470 | le 26 mai 1962 contre la Nouvelle-Zélande                 | le 4 juin 1962 contre la Nouvelle-Zélande                  | 2      | 0      |
| Jim Miller         | 471 | le 26 mai 1962 contre la Nouvelle-Zélande                 | le 7 janvier 1967 contre l'Angleterre                      | 6      | 0      |
| Paul Perrin        | 472 | le 26 mai 1962 contre la Nouvelle-Zélande                 | le 26 mai 1962 contre la Nouvelle-Zélande                  | 1      | 0      |
| Peter Scott        | 473 | le 26 mai 1962 contre la Nouvelle-Zélande                 | le 4 juin 1962 contre la Nouvelle-Zélande                  | 2      | 8      |
| Norman Storey      | 474 | le 26 mai 1962 contre la Nouvelle-Zélande                 | le 26 mai 1962 contre la Nouvelle-Zélande                  | 1      | 0      |
| Jim Boyce          | 475 | le 25 août 1962 contre la Nouvelle-Zélande                | le 26 juin 1965 contre l'Afrique du Sud                    | 12     | 3      |
| Geoffrey Chapman   | 476 | le 25 août 1962 contre la Nouvelle-Zélande                | le 22 septembre 1962 contre la Nouvelle-Zélande            | 3      | 14     |
| James Douglas      | 477 | le 25 août 1962 contre la Nouvelle-Zélande                | le 22 septembre 1962 contre la Nouvelle-Zélande            | 3      | 0      |
| John Freedman      | 478 | le 25 août 1962 contre la Nouvelle-Zélande                | le 13 juillet 1963 contre l'Afrique du Sud                 | 4      | 0      |
| Phil Hawthorne     | 479 | le 25 août 1962 contre la Nouvelle-Zélande                | le 19 août 1967 contre la Nouvelle-Zélande                 | 21     | 37     |
| Ken McMullen       | 480 | le 25 août 1962 contre la Nouvelle-Zélande                | le 13 juillet 1963 contre l'Afrique du Sud                 | 4      | 3      |
| Keith Walsham      | 481 | le 25 août 1962 contre la Nouvelle-Zélande                | le 4 juin 1963 contre l'Angleterre                         | 2      | 3      |
| Peter Crittle      | 482 | le 8 septembre 1962 contre la Nouvelle-Zélande            | le 21 janvier 1967 contre l'Irlande                        | 15     | 0      |
| Dick Mars          | 483 | le 8 septembre 1962 contre la Nouvelle-Zélande            | le 13 mai 1967 contre l'Irlande                            | 17     | 6      |
| Les Austin         | 484 | le 4 juin 1963 contre l'Angleterre                        | le 4 juin 1963 contre l'Angleterre                         | 1      | 0      |
| Gregory Davis      | 485 | le 4 juin 1963 contre l'Angleterre                        | le 16 septembre 1972 contre la Nouvelle-Zélande            | 39     | 6      |
| Peter Jones        | 486 | le 4 juin 1963 contre l'Angleterre                        | le 13 juillet 1963 contre l'Afrique du Sud                 | 2      | 3      |
| Peter Ryan         | 487 | le 4 juin 1963 contre l'Angleterre                        | le 4 juin 1966 contre les Lions britanniques et irlandais  | 4      | 6      |
| John Williams      | 488 | le 13 juillet 1963 contre l'Afrique du Sud                | le 7 septembre 1963 contre l'Afrique du Sud                | 3      | 3      |
| Terry Casey        | 489 | le 10 août 1963 contre l'Afrique du Sud                   | le 29 août 1964 contre la Nouvelle-Zélande                 | 10     | 31     |
| Jules Guerassimoff | 490 | le 10 août 1963 contre l'Afrique du Sud                   | le 11 février 1967 contre la France                        | 12     | 0      |
| Ian Moutray        | 491 | le 10 août 1963 contre l'Afrique du Sud                   | le 10 août 1963 contre l'Afrique du Sud                    | 1      | 0      |
| Robert Honan       | 492 | le 15 août 1964 contre la Nouvelle-Zélande                | le 22 août 1964 contre la Nouvelle-Zélande                 | 2      | 0      |
| Dallas O'Neill     | 493 | le 15 août 1964 contre la Nouvelle-Zélande                | le 22 août 1964 contre la Nouvelle-Zélande                 | 2      | 0      |
| David Grimmond     | 494 | le 22 août 1964 contre la Nouvelle-Zélande                | le 22 août 1964 contre la Nouvelle-Zélande                 | 1      | 0      |
| David Shepherd     | 495 | le 22 août 1964 contre la Nouvelle-Zélande                | le 4 juin 1966 contre les Lions britanniques et irlandais  | 5      | 0      |
| Alan Cardy         | 496 | le 28 mai 1966 contre les Lions britanniques et irlandais | le 22 juin 1968 contre la Nouvelle-Zélande                 | 9      | 6      |
| George Ruebner     | 497 | le 28 mai 1966 contre les Lions britanniques et irlandais | le 4 juin 1966 contre les Lions britanniques et irlandais  | 2      | 5      |
| Ric Trivett        | 498 | le 28 mai 1966 contre les Lions britanniques et irlandais | le 4 juin 1966 contre les Lions britanniques et irlandais  | 2      | 0      |
| John Brass         | 499 | le 4 juin 1966 contre les Lions britanniques et irlandais | le 2 novembre 1968 contre l'Écosse                         | 12     | 9      |
| Michael Purcell    | 500 | le 3 décembre 1966 contre le pays de Galles               | le 13 mai 1967 contre l'Irlande                            | 3      | 0      |

## 501 à 600
| Sommaire |
| --- |
| Haut • 1 à 100 • 101 à 200 • 201 à 300 • 301 à 400 • 401 à 500 501 à 600 • 601 à 700 • 701 à 800 • 801 à 900 • 901 à 1000 |

| Nom                 | No  | Première sélection                             | Dernière sélection                              | Matchs | Points |
| ------------------- | --- | ---------------------------------------------- | ----------------------------------------------- | ------ | ------ |
| Ross Teitzel        | 501 | le 3 décembre 1966 contre le pays de Galles    | le 19 août 1967 contre la Nouvelle-Zélande      | 7      | 0      |
| Paul Gibbs          | 502 | le 17 décembre 1966 contre l'Écosse            | le 17 décembre 1966 contre l'Écosse             | 1      | 0      |
| Roy Prosser         | 503 | le 7 janvier 1967 contre l'Angleterre          | le 19 septembre 1972 contre les Fidji           | 25     | 0      |
| Richard How         | 504 | le 13 mai 1967 contre l'Irlande                | le 13 mai 1967 contre l'Irlande                 | 1      | 0      |
| Hugh Rose           | 505 | le 13 mai 1967 contre l'Irlande                | le 6 juin 1970 contre l'Écosse                  | 13     | 0      |
| Tony Abrahams       | 506 | le 19 août 1967 contre la Nouvelle-Zélande     | le 21 juin 1969 contre le pays de Galles        | 3      | 0      |
| Rodney Batterham    | 507 | le 19 août 1967 contre la Nouvelle-Zélande     | le 6 juin 1970 contre l'Écosse                  | 2      | 15     |
| Russell Manning     | 508 | le 19 août 1967 contre la Nouvelle-Zélande     | le 19 août 1967 contre la Nouvelle-Zélande      | 1      | 0      |
| Ian Proctor         | 509 | le 19 août 1967 contre la Nouvelle-Zélande     | le 19 août 1967 contre la Nouvelle-Zélande      | 1      | 0      |
| Jeffrey Sayle       | 510 | le 19 août 1967 contre la Nouvelle-Zélande     | le 19 août 1967 contre la Nouvelle-Zélande      | 1      | 0      |
| Philip Smith        | 511 | le 19 août 1967 contre la Nouvelle-Zélande     | le 2 août 1969 contre l'Afrique du Sud          | 8      | 6      |
| John Ballesty       | 512 | le 15 juin 1968 contre la Nouvelle-Zélande     | le 20 septembre 1969 contre l'Afrique du Sud    | 9      | 23     |
| John Cole           | 513 | le 15 juin 1968 contre la Nouvelle-Zélande     | le 8 juin 1974 contre la Nouvelle-Zélande       | 24     | 21     |
| Arthur McGill       | 514 | le 15 juin 1968 contre la Nouvelle-Zélande     | le 30 juin 1973 contre les Tonga                | 21     | 72     |
| Norman Reilly       | 515 | le 15 juin 1968 contre la Nouvelle-Zélande     | le 20 septembre 1969 contre l'Afrique du Sud    | 10     | 0      |
| Jim Roxburgh        | 516 | le 15 juin 1968 contre la Nouvelle-Zélande     | le 6 juin 1970 contre l'Écosse                  | 9      | 0      |
| David Taylor        | 517 | le 15 juin 1968 contre la Nouvelle-Zélande     | le 2 novembre 1968 contre l'Écosse              | 5      | 0      |
| John Hipwell        | 518 | le 15 juin 1968 contre la Nouvelle-Zélande     | le 2 janvier 1982 contre l'Angleterre           | 36     | 14     |
| Barry Honan         | 519 | le 15 juin 1968 contre la Nouvelle-Zélande     | le 20 septembre 1969 contre l'Afrique du Sud    | 9      | 0      |
| Stuart Gregory      | 520 | le 22 juin 1968 contre la Nouvelle-Zélande     | le 17 novembre 1973 contre l'Angleterre         | 16     | 0      |
| Alex Pope           | 521 | le 22 juin 1968 contre la Nouvelle-Zélande     | le 22 juin 1968 contre la Nouvelle-Zélande      | 1      | 0      |
| Terry Forman        | 522 | le 26 octobre 1968 contre l'Irlande            | le 20 septembre 1969 contre l'Afrique du Sud    | 7      | 3      |
| Ross Turnbull       | 523 | le 26 octobre 1968 contre l'Irlande            | le 26 octobre 1968 contre l'Irlande             | 1      | 0      |
| Keith Bell          | 524 | le 2 novembre 1968 contre l'Écosse             | le 2 novembre 1968 contre l'Écosse              | 1      | 0      |
| Paul Darveniza      | 525 | le 21 juin 1969 contre le pays de Galles       | le 20 septembre 1969 contre l'Afrique du Sud    | 4      | 0      |
| Geoff Shaw          | 526 | le 21 juin 1969 contre le pays de Galles       | le 28 juillet 1979 contre la Nouvelle-Zélande   | 27     | 8      |
| Alan Skinner        | 527 | le 21 juin 1969 contre le pays de Galles       | le 6 juin 1970 contre l'Écosse                  | 3      | 0      |
| Owen Butler         | 528 | le 2 août 1969 contre l'Afrique du Sud         | le 27 novembre 1971 contre la France            | 7      | 0      |
| Rupert Rosenblum    | 529 | le 2 août 1969 contre l'Afrique du Sud         | le 6 juin 1970 contre l'Écosse                  | 3      | 11     |
| Bruce Taafe         | 530 | le 2 août 1969 contre l'Afrique du Sud         | le 25 juin 1972 contre la France                | 3      | 4      |
| Rod Kelleher        | 531 | le 16 août 1969 contre l'Afrique du Sud        | le 6 septembre 1969 contre l'Afrique du Sud     | 2      | 0      |
| Steve Knight        | 532 | le 16 août 1969 contre l'Afrique du Sud        | le 7 août 1971 contre l'Afrique du Sud          | 6      | 3      |
| Barry McDonald      | 533 | le 20 septembre 1969 contre l'Afrique du Sud   | le 6 juin 1970 contre l'Écosse                  | 2      | 0      |
| Jake Howard         | 534 | le 6 juin 1970 contre l'Écosse                 | le 10 novembre 1973 contre le pays de Galles    | 7      | 0      |
| Bob McLean          | 535 | le 17 juillet 1971 contre l'Afrique du Sud     | le 27 novembre 1971 contre la France            | 5      | 3      |
| Geoffrey Richardson | 536 | le 17 juillet 1971 contre l'Afrique du Sud     | le 10 novembre 1973 contre le pays de Galles    | 9      | 10     |
| Reginald Smith      | 537 | le 17 juillet 1971 contre l'Afrique du Sud     | le 30 octobre 1976 contre la France             | 22     | 4      |
| Peter Sullivan      | 538 | le 17 juillet 1971 contre l'Afrique du Sud     | le 10 novembre 1973 contre le pays de Galles    | 13     | 4      |
| John Taylor         | 539 | le 17 juillet 1971 contre l'Afrique du Sud     | le 19 septembre 1972 contre les Fidji           | 4      | 4      |
| Garrick Fay         | 540 | le 31 juillet 1971 contre l'Afrique du Sud     | le 3 juin 1979 contre l'Irlande                 | 24     | 7      |
| Jeff McLean         | 541 | le 31 juillet 1971 contre l'Afrique du Sud     | le 25 mai 1974 contre la Nouvelle-Zélande       | 13     | 31     |
| Mick Barry          | 542 | le 7 août 1971 contre l'Afrique du Sud         | le 7 août 1971 contre l'Afrique du Sud          | 1      | 0      |
| Stuart McDougall    | 543 | le 7 août 1971 contre l'Afrique du Sud         | le 3 janvier 1976 contre l'Angleterre           | 8      | 0      |
| Robert Thompson     | 544 | le 7 août 1971 contre l'Afrique du Sud         | le 19 septembre 1972 contre les Fidji           | 3      | 6      |
| David Dunworth      | 545 | le 20 novembre 1971 contre la France           | le 19 juin 1976 contre les Fidji                | 5      | 0      |
| Russell Fairfax     | 546 | le 20 novembre 1971 contre la France           | le 17 novembre 1973 contre l'Angleterre         | 8      | 27     |
| Rex l'Estrange      | 547 | le 20 novembre 1971 contre la France           | le 31 janvier 1976 contre les États-Unis        | 16     | 8      |
| Dave Burnet         | 548 | le 17 juin 1972 contre la France               | le 19 septembre 1972 contre les Fidji           | 6      | 4      |
| Michael Cocks       | 549 | le 17 juin 1972 contre la France               | le 2 août 1975 contre le Japon                  | 10     | 0      |
| David Rathie        | 550 | le 17 juin 1972 contre la France               | le 25 juin 1972 contre la France                | 2      | 0      |
| Gareth Grey         | 551 | le 25 juin 1972 contre la France               | le 19 septembre 1972 contre les Fidji           | 5      | 0      |
| Bruce Brown         | 552 | le 19 août 1972 contre la Nouvelle-Zélande     | le 16 septembre 1972 contre la Nouvelle-Zélande | 2      | 0      |
| Mick Freney         | 553 | le 19 août 1972 contre la Nouvelle-Zélande     | le 17 novembre 1973 contre l'Angleterre         | 6      | 0      |
| Tony Gelling        | 554 | le 19 août 1972 contre la Nouvelle-Zélande     | le 19 septembre 1972 contre les Fidji           | 2      | 0      |
| Barry Stumbles      | 555 | le 19 août 1972 contre la Nouvelle-Zélande     | le 19 septembre 1972 contre les Fidji           | 4      | 4      |
| John Cornes         | 556 | le 19 septembre 1972 contre les Fidji          | le 19 septembre 1972 contre les Fidji           | 1      | 0      |
| Peter Rowles        | 557 | le 19 septembre 1972 contre les Fidji          | le 17 novembre 1973 contre l'Angleterre         | 2      | 0      |
| Robert Wood         | 558 | le 19 septembre 1972 contre les Fidji          | le 19 septembre 1972 contre les Fidji           | 1      | 0      |
| Ron Graham          | 559 | le 23 juin 1973 contre les Tonga               | le 30 octobre 1976 contre la France             | 18     | 0      |
| Mark Loane          | 560 | le 23 juin 1973 contre les Tonga               | le 18 juillet 1982 contre l'Argentine           | 28     | 8      |
| Trevor Stegman      | 561 | le 23 juin 1973 contre les Tonga               | le 30 juin 1973 contre les Tonga                | 2      | 0      |
| Owen Stephens       | 562 | le 23 juin 1973 contre les Tonga               | le 8 juin 1974 contre la Nouvelle-Zélande       | 6      | 8      |
| Chris Carberry      | 563 | le 30 juin 1973 contre les Tonga               | le 2 janvier 1982 contre l'Angleterre           | 13     | 0      |
| Eric Tindall        | 564 | le 30 juin 1973 contre les Tonga               | le 30 juin 1973 contre les Tonga                | 1      | 4      |
| Tony Shaw           | 565 | le 10 novembre 1973 contre le pays de Galles   | le 10 juillet 1982 contre l'Écosse              | 36     | 8      |
| Bruce Battishall    | 566 | le 17 novembre 1973 contre l'Angleterre        | le 17 novembre 1973 contre l'Angleterre         | 1      | 0      |
| Laurie Monaghan     | 567 | le 17 novembre 1973 contre l'Angleterre        | le 16 juin 1979 contre l'Irlande                | 17     | 11     |
| Roger Davis         | 568 | le 25 mai 1974 contre la Nouvelle-Zélande      | le 8 juin 1974 contre la Nouvelle-Zélande       | 3      | 0      |
| Peter Horton        | 569 | le 25 mai 1974 contre la Nouvelle-Zélande      | le 27 octobre 1979 contre l'Argentine           | 19     | 0      |
| John Lambie         | 570 | le 25 mai 1974 contre la Nouvelle-Zélande      | le 20 décembre 1975 contre le pays de Galles    | 4      | 0      |
| Paul McLean         | 571 | le 25 mai 1974 contre la Nouvelle-Zélande      | le 10 juillet 1982 contre l'Écosse              | 30     | 260    |
| John Meadows        | 572 | le 25 mai 1974 contre la Nouvelle-Zélande      | le 20 août 1983 contre la Nouvelle-Zélande      | 22     | 0      |
| Ray Price           | 573 | le 25 mai 1974 contre la Nouvelle-Zélande      | le 31 janvier 1976 contre les États-Unis        | 8      | 16     |
| Greg Cornelsen      | 574 | le 1er juin 1974 contre la Nouvelle-Zélande    | le 2 janvier 1982 contre l'Angleterre           | 25     | 16     |
| Bob Brown           | 575 | le 24 mai 1975 contre l'Angleterre             | le 31 mai 1975 contre l'Angleterre              | 2      | 14     |
| Stephen Finnane     | 576 | le 24 mai 1975 contre l'Angleterre             | le 17 juin 1978 contre le pays de Galles        | 6      | 0      |
| Douglas Osborne     | 577 | le 24 mai 1975 contre l'Angleterre             | le 2 août 1975 contre le Japon                  | 3      | 4      |
| John Weatherstone   | 578 | le 24 mai 1975 contre l'Angleterre             | le 17 janvier 1976 contre l'Irlande             | 7      | 8      |
| Kenneth Wright      | 579 | le 24 mai 1975 contre l'Angleterre             | le 9 septembre 1978 contre la Nouvelle-Zélande  | 9      | 31     |
| Ian Robertson       | 580 | le 2 août 1975 contre le Japon                 | le 17 août 1975 contre le Japon                 | 2      | 8      |
| Rodney Hauser       | 581 | le 2 août 1975 contre le Japon                 | le 16 juin 1979 contre l'Irlande                | 15     | 4      |
| Jim Hindmarsh       | 582 | le 17 août 1975 contre le Japon                | le 30 octobre 1976 contre la France             | 9      | 12     |
| Brian Mansfield     | 583 | le 17 août 1975 contre le Japon                | le 17 août 1975 contre le Japon                 | 1      | 0      |
| John Ryan           | 584 | le 17 août 1975 contre le Japon                | le 26 juin 1976 contre les Fidji                | 6      | 36     |
| Paddy Batch         | 585 | le 6 décembre 1975 contre l'Écosse             | le 3 novembre 1979 contre l'Argentine           | 14     | 20     |
| John Berne          | 586 | le 6 décembre 1975 contre l'Écosse             | le 6 décembre 1975 contre l'Écosse              | 1      | 0      |
| Spider Hillhouse    | 587 | le 6 décembre 1975 contre l'Écosse             | le 19 novembre 1983 contre la France            | 16     | 0      |
| Gary Pearse         | 588 | le 20 décembre 1975 contre le pays de Galles   | le 9 septembre 1978 contre la Nouvelle-Zélande  | 9      | 16     |
| Bill McKid          | 589 | le 3 janvier 1976 contre l'Angleterre          | le 16 juin 1979 contre l'Irlande                | 6      | 0      |
| Gregory Shambrook   | 590 | le 19 juin 1976 contre les Fidji               | le 26 juin 1976 contre les Fidji                | 2      | 0      |
| Mick Ellem          | 591 | le 26 juin 1976 contre les Fidji               | le 26 juin 1976 contre les Fidji                | 1      | 0      |
| Phil Crowe          | 592 | le 30 octobre 1976 contre la France            | le 27 octobre 1979 contre l'Argentine           | 6      | 8      |
| Martin Knight       | 593 | le 11 juin 1978 contre le pays de Galles       | le 19 août 1978 contre la Nouvelle-Zélande      | 3      | 0      |
| Stan Pilecki        | 594 | le 11 juin 1978 contre le pays de Galles       | le 20 août 1983 contre la Nouvelle-Zélande      | 18     | 0      |
| Andrew Slack        | 595 | le 11 juin 1978 contre le pays de Galles       | le 18 juin 1987 contre le pays de Galles        | 39     | 40     |
| Peter McLean        | 596 | le 19 août 1978 contre la Nouvelle-Zélande     | le 10 juillet 1982 contre l'Écosse              | 16     | 0      |
| Steve Streeter      | 597 | le 19 août 1978 contre la Nouvelle-Zélande     | le 19 août 1978 contre la Nouvelle-Zélande      | 1      | 0      |
| Brendan Moon        | 598 | le 26 août 1978 contre la Nouvelle-Zélande     | le 12 juillet 1987 contre l'Argentine           | 35     | 56     |
| Geoffrey Richards   | 599 | le 26 août 1978 contre la Nouvelle-Zélande     | le 5 juillet 1981 contre la France              | 3      | 3      |
| Buddha Handy        | 600 | le 9 septembre 1978 contre la Nouvelle-Zélande | le 28 juin 1980 contre la Nouvelle-Zélande      | 6      | 0      |

## 601 à 700
| Sommaire |
| --- |
| Haut • 1 à 100 • 101 à 200 • 201 à 300 • 301 à 400 • 401 à 500 501 à 600 • 601 à 700 • 701 à 800 • 801 à 900 • 901 à 1000 |

| Nom               | No  | Première sélection                                             | Dernière sélection                                             | Matchs | Points |
| ----------------- | --- | -------------------------------------------------------------- | -------------------------------------------------------------- | ------ | ------ |
| Tony Melrose      | 601 | le 9 septembre 1978 contre la Nouvelle-Zélande                 | le 3 novembre 1979 contre l'Argentine                          | 6      | 11     |
| Bruce Cooke       | 602 | le 3 juin 1979 contre l'Irlande                                | le 3 juin 1979 contre l'Irlande                                | 1      | 0      |
| Bill Ross         | 603 | le 3 juin 1979 contre l'Irlande                                | le 20 août 1983 contre la Nouvelle-Zélande                     | 13     | 4      |
| Keith Besomo      | 604 | le 16 juin 1979 contre l'Irlande                               | le 16 juin 1979 contre l'Irlande                               | 1      | 0      |
| Peter Carson      | 605 | le 28 juillet 1979 contre la Nouvelle-Zélande                  | le 12 juillet 1980 contre la Nouvelle-Zélande                  | 2      | 0      |
| Andrew Stewart    | 606 | le 28 juillet 1979 contre la Nouvelle-Zélande                  | le 3 novembre 1979 contre l'Argentine                          | 3      | 0      |
| Philip Cox        | 607 | le 27 octobre 1979 contre l'Argentine                          | le 18 août 1984 contre la Nouvelle-Zélande                     | 16     | 0      |
| Michael O'Connor  | 608 | le 27 octobre 1979 contre l'Argentine                          | le 10 juillet 1982 contre l'Écosse                             | 12     | 20     |
| Tony d'Arcy       | 609 | le 24 mai 1980 contre les Fidji                                | le 10 juillet 1982 contre l'Écosse                             | 10     | 0      |
| Duncan Hall       | 610 | le 24 mai 1980 contre les Fidji                                | le 22 octobre 1983 contre l'Italie                             | 15     | 4      |
| Mike Hawker       | 611 | le 24 mai 1980 contre les Fidji                                | le 25 juillet 1987 contre la Nouvelle-Zélande                  | 25     | 32     |
| Michael Martin    | 612 | le 24 mai 1980 contre les Fidji                                | le 5 décembre 1981 contre le pays de Galles                    | 6      | 8      |
| Michael Mathers   | 613 | le 24 mai 1980 contre les Fidji                                | le 28 juin 1980 contre la Nouvelle-Zélande                     | 2      | 0      |
| Simon Poidevin    | 614 | le 24 mai 1980 contre les Fidji                                | le 2 novembre 1991 contre l'Angleterre                         | 59     | 24     |
| Steve Williams    | 615 | le 24 mai 1980 contre les Fidji                                | le 17 août 1985 contre les Fidji                               | 28     | 4      |
| Mark Ella         | 616 | le 21 juin 1980 contre la Nouvelle-Zélande                     | le 8 décembre 1984 contre l'Écosse                             | 25     | 78     |
| Roger Gould       | 617 | le 21 juin 1980 contre la Nouvelle-Zélande                     | le 23 mai 1987 contre l'Angleterre                             | 25     | 86     |
| Declan Curran     | 618 | le 12 juillet 1980 contre la Nouvelle-Zélande                  | le 31 juillet 1983 contre l'Argentine                          | 5      | 0      |
| Peter Grigg       | 619 | le 12 juillet 1980 contre la Nouvelle-Zélande                  | le 18 juin 1987 contre le pays de Galles                       | 25     | 48     |
| Mitchell Cox      | 620 | le 5 décembre 1981 contre le pays de Galles                    | le 19 décembre 1981 contre l'Écosse                            | 2      | 4      |
| Glenn Ella        | 621 | le 4 juillet 1982 contre l'Écosse                              | le 17 août 1985 contre les Fidji                               | 4      | 0      |
| Christopher Roche | 622 | le 4 juillet 1982 contre l'Écosse                              | le 10 novembre 1984 contre l'Irlande                           | 17     | 12     |
| David Campese     | 623 | le 14 août 1982 contre la Nouvelle-Zélande                     | le 1er décembre 1996 contre le pays de Galles                  | 101    | 315    |
| John Coolican     | 624 | le 14 août 1982 contre la Nouvelle-Zélande                     | le 19 novembre 1983 contre la France                           | 4      | 0      |
| Gary Ella         | 625 | le 14 août 1982 contre la Nouvelle-Zélande                     | le 3 juillet 1988 contre la Nouvelle-Zélande                   | 6      | 8      |
| Peter Lucas       | 626 | le 14 août 1982 contre la Nouvelle-Zélande                     | le 11 septembre 1982 contre la Nouvelle-Zélande                | 3      | 0      |
| Andrew McIntyre   | 627 | le 14 août 1982 contre la Nouvelle-Zélande                     | le 5 août 1989 contre la Nouvelle-Zélande                      | 38     | 12     |
| Bruce Malouf      | 628 | le 14 août 1982 contre la Nouvelle-Zélande                     | le 14 août 1982 contre la Nouvelle-Zélande                     | 1      | 0      |
| Lance Walker      | 629 | le 28 août 1982 contre la Nouvelle-Zélande                     | le 11 septembre 1982 contre la Nouvelle-Zélande                | 2      | 0      |
| Steve Cutler      | 630 | le 28 août 1982 contre la Nouvelle-Zélande                     | le 9 octobre 1991 contre le pays de Galles                     | 40     | 16     |
| Phil Clements     | 631 | le 11 septembre 1982 contre la Nouvelle-Zélande                | le 11 septembre 1982 contre la Nouvelle-Zélande                | 1      | 0      |
| Dominic Vaughan   | 632 | le 9 juillet 1983 contre les États-Unis                        | le 19 novembre 1983 contre la France                           | 5      | 0      |
| Ross Hanley       | 633 | le 9 juillet 1983 contre les États-Unis                        | le 22 octobre 1983 contre l'Italie                             | 2      | 4      |
| David Codey       | 634 | le 31 juillet 1983 contre l'Argentine                          | le 25 juillet 1987 contre la Nouvelle-Zélande                  | 13     | 8      |
| Tony Parker       | 635 | le 31 juillet 1983 contre l'Argentine                          | le 20 août 1983 contre la Nouvelle-Zélande                     | 3      | 0      |
| Mark Harding      | 636 | le 22 octobre 1983 contre l'Italie                             | le 22 octobre 1983 contre l'Italie                             | 1      | 0      |
| Mark McBain       | 637 | le 22 octobre 1983 contre l'Italie                             | le 9 juillet 1989 contre les Lions britanniques et irlandais   | 7      | 0      |
| Steve Tuynman     | 638 | le 13 novembre 1983 contre la France                           | le 21 juillet 1990 contre la Nouvelle-Zélande                  | 34     | 20     |
| Tom Lawton        | 639 | le 13 novembre 1983 contre la France                           | le 15 juillet 1989 contre les Lions britanniques et irlandais  | 41     | 16     |
| Bill Campbell     | 640 | le 9 juin 1984 contre les Fidji                                | le 18 août 1990 contre la Nouvelle-Zélande                     | 22     | 0      |
| Nigel Holt        | 641 | le 9 juin 1984 contre les Fidji                                | le 9 juin 1984 contre les Fidji                                | 1      | 0      |
| Michael Lynagh    | 642 | le 9 juin 1984 contre les Fidji                                | le 11 juin 1995 contre l'Angleterre                            | 72     | 911    |
| Ross Reynolds     | 643 | le 9 juin 1984 contre les Fidji                                | le 3 juin 1987 contre le Japon                                 | 10     | 8      |
| Topo Rodriguez    | 644 | le 9 juin 1984 contre les Fidji                                | le 7 novembre 1987 contre l'Argentine                          | 26     | 0      |
| Nick Farr-Jones   | 645 | le 3 novembre 1984 contre l'Angleterre                         | le 21 août 1993 contre l'Afrique du Sud                        | 63     | 37     |
| Matthew Burke     | 646 | le 3 novembre 1984 contre l'Angleterre                         | le 7 novembre 1987 contre l'Argentine                          | 23     | 60     |
| James Black       | 647 | le 15 juin 1985 contre le Canada                               | le 10 août 1985 contre les Fidji                               | 4      | 4      |
| Bill Calcraft     | 648 | le 15 juin 1985 contre le Canada                               | le 12 juillet 1986 contre l'Argentine                          | 3      | 4      |
| Nigel Kassulke    | 649 | le 15 juin 1985 contre le Canada                               | le 23 juin 1985 contre le Canada                               | 2      | 4      |
| Timothy Lane      | 650 | le 15 juin 1985 contre le Canada                               | le 29 juin 1985 contre la Nouvelle-Zélande                     | 3      | 8      |
| David Knox        | 651 | le 10 août 1985 contre les Fidji                               | le 8 novembre 1997 contre l'Argentine                          | 13     | 117    |
| Brett Papworth    | 652 | le 10 août 1985 contre les Fidji                               | le 7 novembre 1987 contre l'Argentine                          | 16     | 20     |
| Cameron Lillicrap | 653 | le 17 août 1985 contre les Fidji                               | le 9 octobre 1991 contre les Samoa                             | 7      | 0      |
| Michael Cook      | 654 | le 21 juin 1986 contre la France                               | le 3 décembre 1988 contre l'Italie                             | 11     | 4      |
| Damien Frawley    | 655 | le 12 juillet 1986 contre l'Argentine                          | le 3 décembre 1988 contre l'Italie                             | 10     | 0      |
| Mark Hartill      | 656 | le 9 août 1986 contre la Nouvelle-Zélande                      | le 29 juillet 1995 contre la Nouvelle-Zélande                  | 20     | 4      |
| Jeffrey Miller    | 657 | le 23 août 1986 contre la Nouvelle-Zélande                     | le 20 octobre 1991 contre l'Irlande                            | 26     | 4      |
| Andrew Leeds      | 658 | le 6 septembre 1986 contre la Nouvelle-Zélande                 | le 3 décembre 1988 contre l'Italie                             | 14     | 43     |
| Brian Smith       | 659 | le 17 mai 1987 contre la Corée du Sud                          | le 31 octobre 1987 contre l'Argentine                          | 15     | 52     |
| Anthony Herbert   | 660 | le 17 mai 1987 contre la Corée du Sud                          | le 14 août 1993 contre l'Afrique du Sud                        | 10     | 5      |
| Steve James       | 661 | le 17 mai 1987 contre la Corée du Sud                          | le 16 juillet 1988 contre la Nouvelle-Zélande                  | 6      | 4      |
| Troy Coker        | 662 | le 23 mai 1987 contre l'Angleterre                             | le 8 novembre 1997 contre l'Argentine                          | 27     | 0      |
| Steve Lidbury     | 663 | le 31 octobre 1987 contre l'Argentine                          | le 12 juin 1988 contre l'Angleterre                            | 2      | 0      |
| Ian Williams      | 664 | le 31 octobre 1987 contre l'Argentine                          | le 16 octobre 1993 contre le Japon                             | 18     | 45     |
| Julian Gardner    | 665 | le 7 novembre 1987 contre l'Argentine                          | le 7 février 1988 contre le pays de Galles                     | 24     | 20     |
| David Carter      | 666 | le 29 mai 1988 contre l'Angleterre                             | le 11 novembre 1989 contre la France                           | 5      | 4      |
| James Grant       | 667 | le 29 mai 1988 contre l'Angleterre                             | le 5 novembre 1988 contre l'Angleterre                         | 4      | 8      |
| Robert Lawton     | 668 | le 29 mai 1988 contre l'Angleterre                             | le 19 novembre 1988 contre l'Écosse                            | 4      | 0      |
| Peter Kay         | 669 | le 12 juin 1988 contre l'Angleterre                            | le 12 juin 1988 contre l'Angleterre                            | 1      | 0      |
| Tim Gavin         | 670 | le 16 juillet 1988 contre la Nouvelle-Zélande                  | le 1er décembre 1996 contre le pays de Galles                  | 47     | 40     |
| Lloyd Walker      | 671 | le 16 juillet 1988 contre la Nouvelle-Zélande                  | le 5 août 1989 contre la Nouvelle-Zélande                      | 8      | 8      |
| Brad Girvan       | 672 | le 5 novembre 1988 contre l'Angleterre                         | le 5 novembre 1988 contre l'Angleterre                         | 1      | 0      |
| Scott Gourley     | 673 | le 19 novembre 1988 contre l'Écosse                            | le 15 juillet 1989 contre les Lions britanniques et irlandais  | 5      | 12     |
| Acura Niuqila     | 674 | le 19 novembre 1988 contre l'Écosse                            | le 1er juillet 1989 contre les Lions britanniques et irlandais | 3      | 12     |
| Brad Burke        | 675 | le 19 novembre 1988 contre l'Écosse                            | le 19 novembre 1988 contre l'Écosse                            | 1      | 0      |
| Dan Crowley       | 676 | le 1er juillet 1989 contre les Lions britanniques et irlandais | le 6 novembre 1999 contre la France                            | 38     | 5      |
| Dominic Maguire   | 677 | le 1er juillet 1989 contre les Lions britanniques et irlandais | le 15 juillet 1989 contre les Lions britanniques et irlandais  | 3      | 4      |
| Greg Martin       | 678 | le 1er juillet 1989 contre les Lions britanniques et irlandais | le 21 juillet 1990 contre la Nouvelle-Zélande                  | 9      | 12     |
| Tony Daly         | 679 | le 5 août 1989 contre la Nouvelle-Zélande                      | le 3 juin 1995 contre la Roumanie                              | 41     | 17     |
| Tim Horan         | 680 | le 5 août 1989 contre la Nouvelle-Zélande                      | le 17 juin 2000 contre l'Argentine                             | 80     | 140    |
| Phil Kearns       | 681 | le 5 août 1989 contre la Nouvelle-Zélande                      | le 10 octobre 1999 contre l'Irlande                            | 67     | 34     |
| Peter Fitzsimmons | 682 | le 4 novembre 1989 contre la France                            | le 21 juillet 1990 contre la Nouvelle-Zélande                  | 7      | 0      |
| Jason Little      | 683 | le 4 novembre 1989 contre la France                            | le 26 août 2000 contre l'Afrique du Sud                        | 75     | 102    |
| Rod McCall        | 684 | le 4 novembre 1989 contre la France                            | le 11 juin 1995 contre l'Angleterre                            | 40     | 5      |
| Brendon Nasser    | 685 | le 4 novembre 1989 contre la France                            | le 9 octobre 1991 contre les Samoa                             | 8      | 0      |
| Darren Junee      | 686 | le 4 novembre 1989 contre la France                            | le 17 août 1994 contre la Nouvelle-Zélande                     | 4      | 5      |
| Paul Carozza      | 687 | le 9 juin 1990 contre la France                                | le 17 juillet 1993 contre la Nouvelle-Zélande                  | 15     | 41     |
| Ewen McKenzie     | 688 | le 9 juin 1990 contre la France                                | le 12 juillet 1997 contre l'Angleterre                         | 51     | 9      |
| Paul Cornish      | 689 | le 24 juin 1990 contre la France                               | le 21 juillet 1990 contre la Nouvelle-Zélande                  | 3      | 4      |
| Sam Scott-Young   | 690 | le 24 juin 1990 contre la France                               | le 25 juillet 1992 contre la Nouvelle-Zélande                  | 7      | 0      |
| John Flett        | 691 | le 8 juillet 1990 contre les États-Unis                        | le 9 octobre 1991 contre les Samoa                             | 4      | 0      |
| Peter Slattery    | 692 | le 8 juillet 1990 contre les États-Unis                        | le 3 juin 1995 contre la Roumanie                              | 17     | 8      |
| Willie Ofahengaue | 693 | le 21 juillet 1990 contre la Nouvelle-Zélande                  | le 21 novembre 1998 contre la France                           | 41     | 51     |
| John Eales        | 694 | le 22 juillet 1991 contre le pays de Galles                    | le 1er septembre 2001 contre la Nouvelle-Zélande               | 86     | 173    |
| Bob Egerton       | 695 | le 22 juillet 1991 contre le pays de Galles                    | le 2 novembre 1991 contre l'Angleterre                         | 9      | 8      |
| Martin Roebuck    | 696 | le 22 juillet 1991 contre le pays de Galles                    | le 6 novembre 1993 contre la France                            | 23     | 114    |
| David Nucifora    | 697 | le 4 octobre 1991 contre l'Argentine                           | le 9 octobre 1993 contre le Canada                             | 2      | 0      |
| Richard Tombs     | 698 | le 13 juin 1992 contre l'Écosse                                | le 27 juillet 1996 contre la Nouvelle-Zélande                  | 5      | 0      |
| David Wilson      | 699 | le 13 juin 1992 contre l'Écosse                                | le 26 août 2000 contre l'Afrique du Sud                        | 79     | 65     |
| Peter Jorgensen   | 700 | le 13 juin 1992 contre l'Écosse                                | le 21 juin 1992 contre l'Écosse                                | 2      | 0      |

## 701 à 800

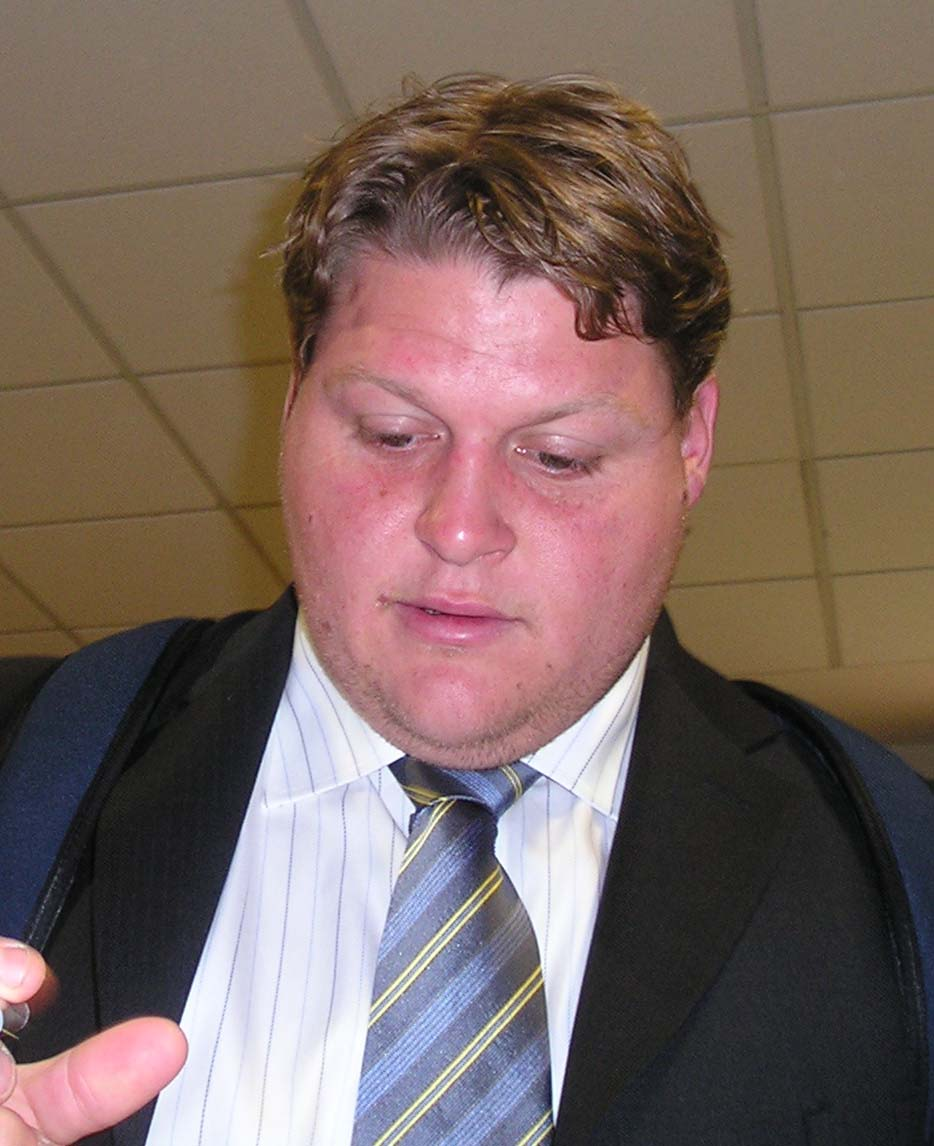
Matt Dunning

| Sommaire |
| --- |
| Haut • 1 à 100 • 101 à 200 • 201 à 300 • 301 à 400 • 401 à 500 501 à 600 • 601 à 700 • 701 à 800 • 801 à 900 • 901 à 1000 |

| Nom                | No  | Première sélection                                            | Dernière sélection                                            | Matchs | Points |
| ------------------ | --- | ------------------------------------------------------------- | ------------------------------------------------------------- | ------ | ------ |
| Tim Kelaher        | 701 | le 4 juillet 1992 contre la Nouvelle-Zélande                  | le 17 juillet 1993 contre la Nouvelle-Zélande                 | 3      | 10     |
| Garrick Morgan     | 702 | le 4 juillet 1992 contre la Nouvelle-Zélande                  | le 26 juillet 1997 contre la Nouvelle-Zélande                 | 24     | 15     |
| Paul Kahl          | 703 | le 21 novembre 1992 contre le pays de Galles                  | le 21 novembre 1992 contre le pays de Galles                  | 1      | 0      |
| Brett Johnstone    | 704 | le 4 juillet 1993 contre les Tonga                            | le 4 juillet 1993 contre les Tonga                            | 1      | 5      |
| Pat Howard         | 705 | le 17 juillet 1993 contre la Nouvelle-Zélande                 | le 22 novembre 1997 contre l'Écosse                           | 20     | 10     |
| Scott Bowen        | 706 | le 31 juillet 1993 contre l'Afrique du Sud                    | le 3 août 1996 contre l'Afrique du Sud                        | 9      | 0      |
| Damian Smith       | 707 | le 31 juillet 1993 contre l'Afrique du Sud                    | le 18 septembre 1998 contre les Fidji                         | 21     | 50     |
| Warwick Waugh      | 708 | le 31 juillet 1993 contre l'Afrique du Sud                    | le 8 novembre 1997 contre l'Argentine                         | 8      | 5      |
| Ilivasi Tabua      | 709 | le 14 août 1993 contre l'Afrique du Sud                       | le 3 juin 1995 contre la Roumanie                             | 10     | 15     |
| Matt Burke         | 710 | le 21 août 1993 contre l'Afrique du Sud                       | le 21 août 2004 contre l'Afrique du Sud                       | 81     | 878    |
| Alistair Murdoch   | 711 | le 30 octobre 1993 contre la France                           | le 9 juin 1996 contre le pays de Galles                       | 2      | 5      |
| Mike Brial         | 712 | le 30 octobre 1993 contre la France                           | le 26 juillet 1997 contre la Nouvelle-Zélande                 | 13     | 5      |
| Matt O'Connor      | 713 | le 5 juin 1994 contre l'Irlande                               | le 5 juin 1994 contre l'Irlande                               | 1      | 0      |
| Matthew Pini       | 714 | le 5 juin 1994 contre l'Irlande                               | le 3 juin 1995 contre la Roumanie                             | 8      | 10     |
| Dan Herbert        | 715 | le 11 juin 1994 contre l'Irlande                              | le 23 novembre 2002 contre l'Italie                           | 67     | 55     |
| Ryan Constable     | 716 | le 11 juin 1994 contre l'Irlande                              | le 11 juin 1994 contre l'Irlande                              | 1      | 0      |
| George Gregan      | 717 | le 18 juin 1994 contre l'Italie                               | le 6 octobre 2007 contre l'Angleterre                         | 139    | 99     |
| Tim Wallace        | 718 | le 18 juin 1994 contre l'Italie                               | le 25 juin 1994 contre l'Italie                               | 2      | 20     |
| Joe Roff           | 719 | le 31 mai 1995 contre le Canada                               | le 3 juillet 2004 contre les Pacific Islanders                | 86     | 244    |
| Michael Foley      | 720 | le 31 mai 1995 contre le Canada                               | le 25 novembre 2001 contre le pays de Galles                  | 50     | 20     |
| Daniel Manu        | 721 | le 3 juin 1995 contre la Roumanie                             | le 2 août 1997 contre l'Afrique du Sud                        | 15     | 15     |
| Steve Merrick      | 722 | le 22 juillet 1995 contre la Nouvelle-Zélande                 | le 29 juillet 1995 contre la Nouvelle-Zélande                 | 2      | 0      |
| Marco Caputo       | 723 | le 9 juin 1996 contre le pays de Galles                       | le 5 juillet 1997 contre la Nouvelle-Zélande                  | 5      | 5      |
| Owen Finegan       | 724 | le 9 juin 1996 contre le pays de Galles                       | le 16 août 2003 contre la Nouvelle-Zélande                    | 55     | 30     |
| Richard Harry      | 725 | le 9 juin 1996 contre le pays de Galles                       | le 26 août 2000 contre l'Afrique du Sud                       | 37     | 5      |
| Samuel Payne       | 726 | le 22 juin 1996 contre le pays de Galles                      | le 26 juillet 1997 contre la Nouvelle-Zélande                 | 6      | 5      |
| Ben Tune           | 727 | le 22 juin 1996 contre le pays de Galles                      | le 8 juillet 2006 contre la Nouvelle-Zélande                  | 47     | 120    |
| Stephen Larkham    | 728 | le 22 juin 1996 contre le pays de Galles                      | le 8 septembre 2006 contre le Japon                           | 102    | 135    |
| Mark Bell          | 729 | le 29 juin 1996 contre le Canada                              | le 29 juin 1996 contre le Canada                              | 1      | 0      |
| Andrew Heath       | 730 | le 29 juin 1996 contre le Canada                              | le 15 novembre 1997 contre l'Angleterre                       | 8      | 0      |
| John Welborn       | 731 | le 3 août 1996 contre l'Afrique du Sud                        | le 24 juillet 1999 contre la Nouvelle-Zélande                 | 6      | 0      |
| Brett Robinson     | 732 | le 23 octobre 1996 contre l'Italie                            | le 22 septembre 1998 contre les Tonga                         | 16     | 5      |
| Andrew Blades      | 733 | le 9 novembre 1996 contre l'Écosse                            | le 6 novembre 1999 contre la France                           | 32     | 0      |
| David Giffin       | 734 | le 1er décembre 1996 contre le pays de Galles                 | le 22 novembre 2003 contre l'Angleterre                       | 50     | 0      |
| Mitchell Hardy     | 735 | le 21 juin 1997 contre la France                              | Le 26 septembre 1998 contre les Samoa                         | 7      | 10     |
| Matthew Cockbain   | 736 | le 28 juin 1997 contre la France                              | le 23 novembre 2003 contre l'Angleterre                       | 63     | 5      |
| James Holbeck      | 737 | le 5 juillet 1997 contre la Nouvelle-Zélande                  | le 14 juillet 2001 contre les Lions britanniques et irlandais | 7      | 0      |
| Cameron Blades     | 738 | le 12 juillet 1997 contre l'Angleterre                        | le 12 juillet 1997 contre l'Angleterre                        | 1      | 0      |
| Fili Finau         | 739 | le 16 août 1997 contre la Nouvelle-Zélande                    | le 16 août 1997 contre la Nouvelle-Zélande                    | 1      | 0      |
| John Langford      | 740 | le 16 août 1997 contre la Nouvelle-Zélande                    | le 22 novembre 1997 contre l'Écosse                           | 4      | 0      |
| Toutai Kefu        | 741 | le 23 août 1997 contre l'Afrique du Sud                       | le 16 août 2003 contre la Nouvelle-Zélande                    | 60     | 50     |
| Elton Flatley      | 742 | le 15 novembre 1997 contre l'Angleterre                       | le 13 août 2005 contre la Nouvelle-Zélande                    | 38     | 182    |
| Tom Bowman         | 743 | le 6 juin 1998 contre l'Angleterre                            | le 14 octobre 1999 contre les États-Unis                      | 16     | 10     |
| Jeremy Paul        | 744 | le 13 juin 1998 contre l'Écosse                               | le 9 septembre 2006 contre l'Afrique du Sud                   | 72     | 70     |
| Nathan Grey        | 745 | le 20 juin 1998 contre l'Écosse                               | le 15 novembre 2003 contre la Nouvelle-Zélande                | 35     | 35     |
| Glenn Panoho       | 746 | le 22 août 1998 contre l'Afrique du Sud                       | le 16 août 2003 contre la Nouvelle-Zélande                    | 21     | 0      |
| Chris Whitaker     | 747 | le 22 août 1998 contre l'Afrique du Sud                       | le 26 novembre 2005 contre le pays de Galles                  | 31     | 10     |
| Manny Edmonds      | 748 | le 22 septembre 1998 contre les Tonga                         | le 28 juillet 2001 contre l'Afrique du Sud                    | 2      | 23     |
| Chris Latham       | 749 | le 21 novembre 1998 contre la France                          | le 6 octobre 2007 contre l'Angleterre                         | 78     | 200    |
| Patricio Noriega   | 750 | le 21 novembre 1998 contre la France                          | le 2 août 2003 contre l'Afrique du Sud                        | 24     | 0      |
| Nathan Spooner     | 751 | le 12 juin 1999 contre l'Irlande                              | le 19 juin 1999 contre l'Irlande                              | 2      | 25     |
| Tiaan Strauss      | 752 | le 12 juin 1999 contre l'Irlande                              | le 23 octobre 1999 contre le pays de Galles                   | 11     | 20     |
| Jim Williams       | 753 | le 12 juin 1999 contre l'Irlande                              | le 18 novembre 2000 contre l'Angleterre                       | 14     | 10     |
| Mark Connors       | 754 | le 17 juillet 1999 contre l'Afrique du Sud                    | le 18 novembre 2000 contre l'Angleterre                       | 20     | 10     |
| Rod Kafer          | 755 | le 28 août 1999 contre la Nouvelle-Zélande                    | le 18 novembre 2000 contre l'Angleterre                       | 12     | 0      |
| Rod Moore          | 756 | le 14 octobre 1999 contre les États-Unis                      | le 17 août 2002 contre l'Afrique du Sud                       | 14     | 0      |
| Scott Staniforth   | 757 | le 14 octobre 1999 contre les États-Unis                      | le 23 septembre 2007 contre les Fidji                         | 12     | 35     |
| Fletcher Dyson     | 758 | le 17 juin 2000 contre l'Argentine                            | le 18 novembre 2000 contre l'Angleterre                       | 10     | 0      |
| Stirling Mortlock  | 759 | le 17 juin 2000 contre l'Argentine                            | le 8 août 2009 contre l'Afrique du Sud                        | 80     | 489    |
| Sam Cordingley     | 760 | le 17 juin 2000 contre l'Argentine                            | le 22 novembre 2008 contre la France                          | 22     | 0      |
| David Lyons        | 761 | le 17 juin 2000 contre l'Argentine                            | le 29 septembre 2007 contre le Canada                         | 44     | 20     |
| Troy Jaques        | 762 | le 8 juillet 2000 contre l'Afrique du Sud                     | le 15 juillet 2000 contre la Nouvelle-Zélande                 | 2      | 0      |
| Andrew Walker      | 763 | le 15 juillet 2000 contre la Nouvelle-Zélande                 | le 1er septembre 2001 contre la Nouvelle-Zélande              | 7      | 11     |
| George Smith       | 764 | le 4 novembre 2000 contre la France                           | le 6 juillet 2013 contre les Lions britanniques et irlandais  | 111    | 45     |
| Bill Young         | 765 | le 4 novembre 2000 contre la France                           | le 3 septembre 2005 contre la Nouvelle-Zélande                | 46     | 0      |
| Phil Waugh         | 766 | le 18 novembre 2000 contre l'Angleterre                       | le 27 juin 2009 contre la France                              | 79     | 20     |
| Nick Stiles        | 767 | le 30 juin 2001 contre les Lions britanniques et irlandais    | le 9 novembre 2002 contre l'Irlande                           | 12     | 5      |
| Ben Darwin         | 768 | le 30 juin 2001 contre les Lions britanniques et irlandais    | le 15 novembre 2003 contre la Nouvelle-Zélande                | 28     | 0      |
| Brendan Cannon     | 769 | le 7 juillet 2001 contre les Lions britanniques et irlandais  | le 11 novembre 2006 contre l'Italie                           | 42     | 10     |
| Justin Harrison    | 770 | le 14 juillet 2001 contre les Lions britanniques et irlandais | le 27 novembre 2004 contre l'Angleterre                       | 34     | 5      |
| Graeme Bond        | 771 | le 18 août 2001 contre l'Afrique du Sud                       | le 25 novembre 2001 contre le pays de Galles                  | 5      | 5      |
| Steve Kefu         | 772 | le 25 novembre 2001 contre le pays de Galles                  | le 26 juillet 2003 contre la Nouvelle-Zélande                 | 6      | 5      |
| Wendell Sailor     | 773 | le 22 juin 2002 contre la France                              | le 26 novembre 2005 contre le pays de Galles                  | 37     | 65     |
| Nathan Sharpe      | 774 | le 22 juin 2002 contre la France                              | le 1er décembre 2012 contre le pays de Galles                 | 116    | 40     |
| Mathew Rogers      | 775 | le 22 juin 2002 contre la France                              | le 25 novembre 2006 contre l'Écosse                           | 45     | 163    |
| Sean Hardman       | 776 | le 29 juin 2002 contre la France                              | le 29 septembre 2007 contre le Canada                         | 4      | 0      |
| Daniel Vickerman   | 777 | le 29 juin 2002 contre la France                              | le 16 octobre 2011 contre la Nouvelle-Zélande                 | 63     | 0      |
| David Croft        | 778 | le 2 novembre 2002 contre l'Argentine                         | le 25 octobre 2003 contre la Namibie                          | 5      | 0      |
| Adam Freier        | 779 | le 2 novembre 2002 contre l'Argentine                         | le 29 novembre 2008 contre le pays de Galles                  | 25     | 10     |
| Matt Giteau        | 780 | le 16 novembre 2002 contre l'Angleterre                       | le 20 août 2016 contre la Nouvelle-Zélande                    | 103    | 698    |
| Mark Bartholomeusz | 781 | le 23 novembre 2002 contre l'Italie                           | le 23 novembre 2002 contre l'Italie                           | 1      | 0      |
| Morgan Turinui     | 782 | le 7 juin 2003 contre l'Irlande                               | le 26 novembre 2005 contre le pays de Galles                  | 20     | 30     |
| Lote Tuqiri        | 783 | le 7 juin 2003 contre l'Irlande                               | le 29 novembre 2008 contre le pays de Galles                  | 67     | 150    |
| Daniel Heenan      | 784 | le 14 juin 2003 contre le pays de Galles                      | le 11 juin 2006 contre l'Angleterre                           | 2      | 0      |
| Al Baxter          | 785 | le 16 août 2003 contre la Nouvelle-Zélande                    | le 22 août 2009 contre la Nouvelle-Zélande                    | 69     | 5      |
| Matt Dunning       | 786 | le 25 octobre 2003 contre la Namibie                          | le 28 novembre 2009 contre le pays de Galles                  | 45     | 0      |
| John Roe           | 787 | le 25 octobre 2003 contre la Namibie                          | le 26 novembre 2005 contre le pays de Galles                  | 19     | 5      |
| Clyde Rathbone     | 788 | le 13 juin 2004 contre l'Écosse                               | le 19 novembre 2006 contre l'Irlande                          | 26     | 40     |
| Radike Samo        | 789 | le 13 juin 2004 contre l'Écosse                               | le 10 novembre 2012 contre la France                          | 23     | 10     |
| Matt Henjak        | 790 | le 26 juin 2004 contre l'Angleterre                           | le 19 novembre 2005 contre l'Irlande                          | 4      | 0      |
| Nic Henderson      | 791 | le 3 juillet 2004 contre les Pacific Islanders                | le 11 novembre 2006 contre l'Italie                           | 3      | 0      |
| Mark Chisholm      | 792 | le 6 novembre 2004 contre l'Écosse                            | le 27 novembre 2010 contre la France                          | 58     | 30     |
| Stephen Hoiles     | 793 | le 20 novembre 2004 contre l'Écosse                           | le 5 juillet 2008 contre la France                            | 16     | 15     |
| Rocky Elsom        | 794 | le 11 juin 2005 contre les Samoa                              | le 16 octobre 2011 contre la Nouvelle-Zélande                 | 75     | 70     |
| Hugh McMeniman     | 795 | le 11 juin 2005 contre les Samoa                              | le 17 août 2013 contre la Nouvelle-Zélande                    | 22     | 0      |
| Stephen Moore      | 796 | le 11 juin 2005 contre les Samoa                              | le 25 novembre 2017 contre l'Ecosse                           | 129    | 40     |
| Mark Gerrard       | 797 | le 25 juin 2005 contre l'Italie                               | le 17 juillet 2011 contre les Samoa                           | 24     | 45     |
| Alistair Campbell  | 798 | le 2 juillet 2005 contre la France                            | le 25 novembre 2006 contre l'Écosse                           | 4      | 0      |
| Drew Mitchell      | 799 | le 9 juillet 2005 contre l'Afrique du Sud                     | le 10 septembre 2016 contre l'Afrique du Sud                  | 71     | 170    |
| Adam Ashley-Cooper | 800 | le 20 août 2005 contre l'Afrique du Sud                       | le 5 octobre 2019 contre l'Uruguay                            | 121    | 195    |

## 801 à 900

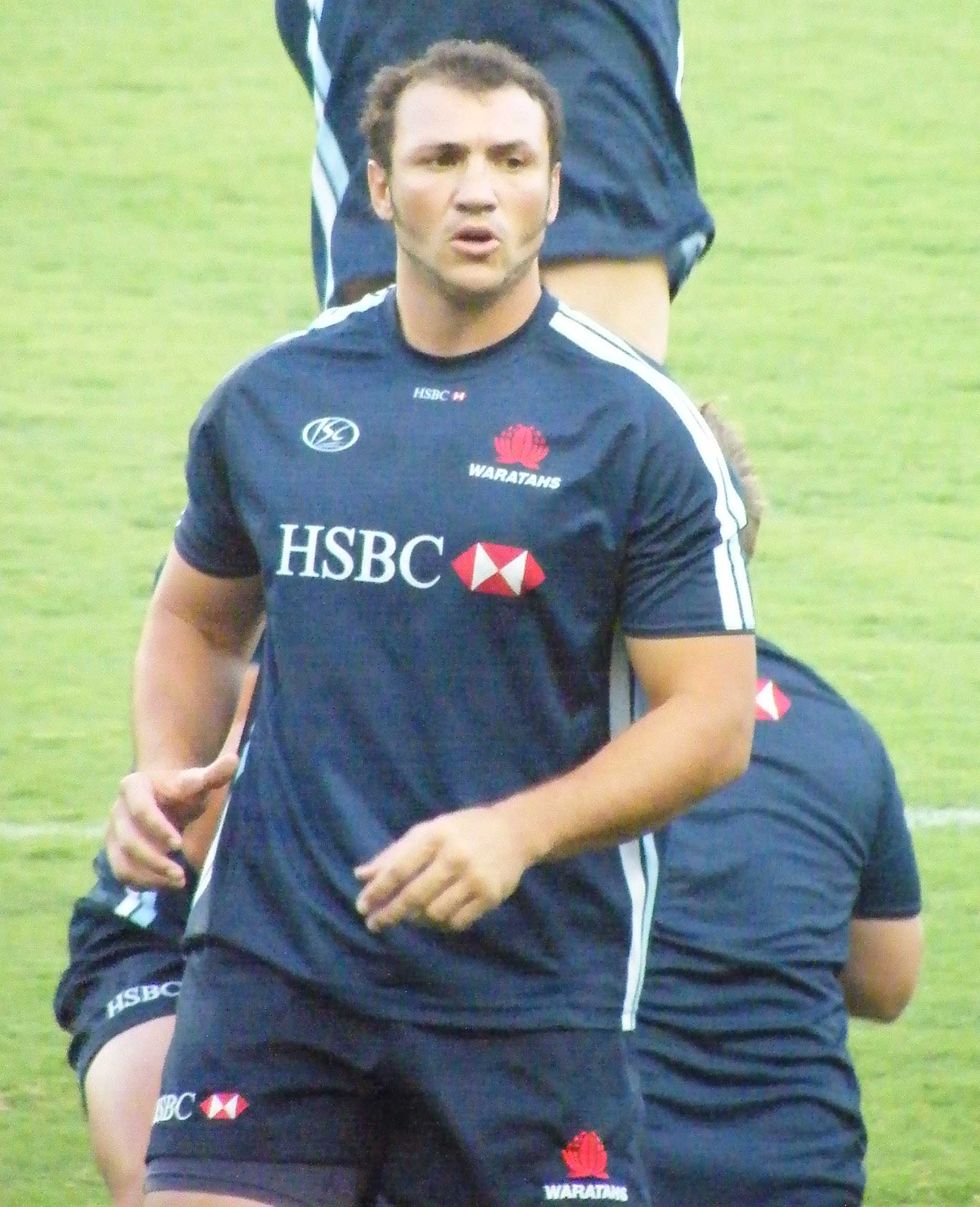
Scott Fava

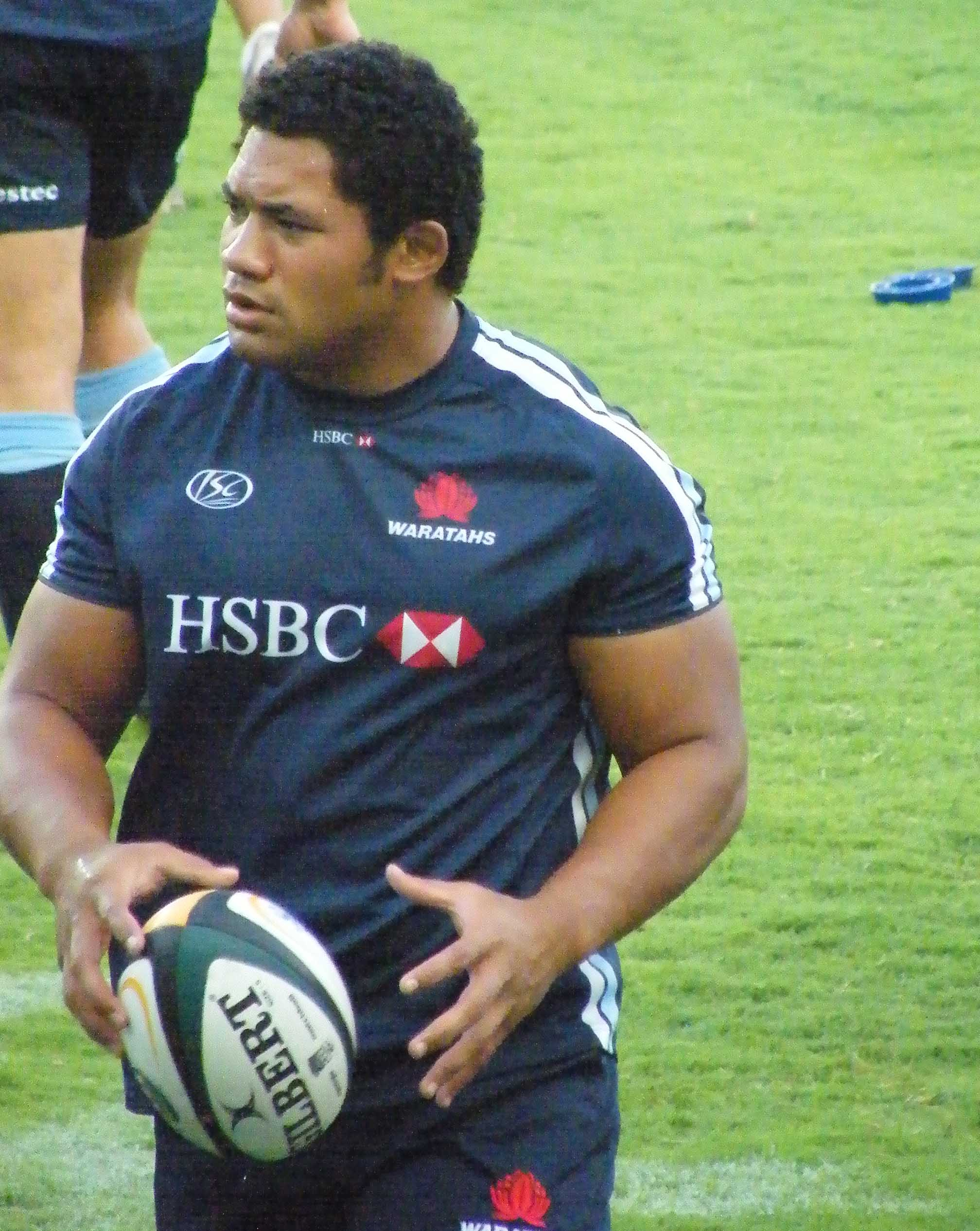
Tatafu Polota-Nau

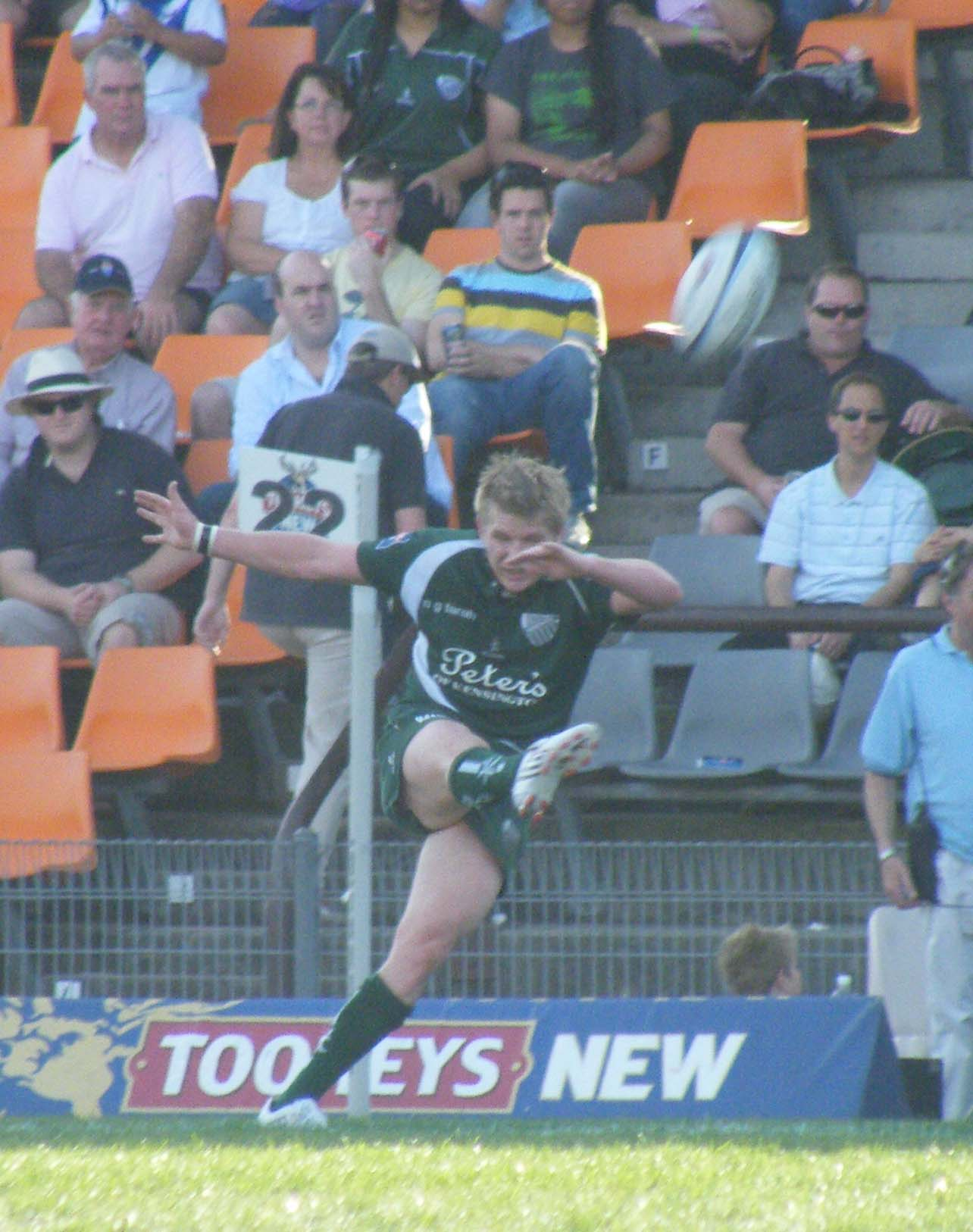
Josh Valentine

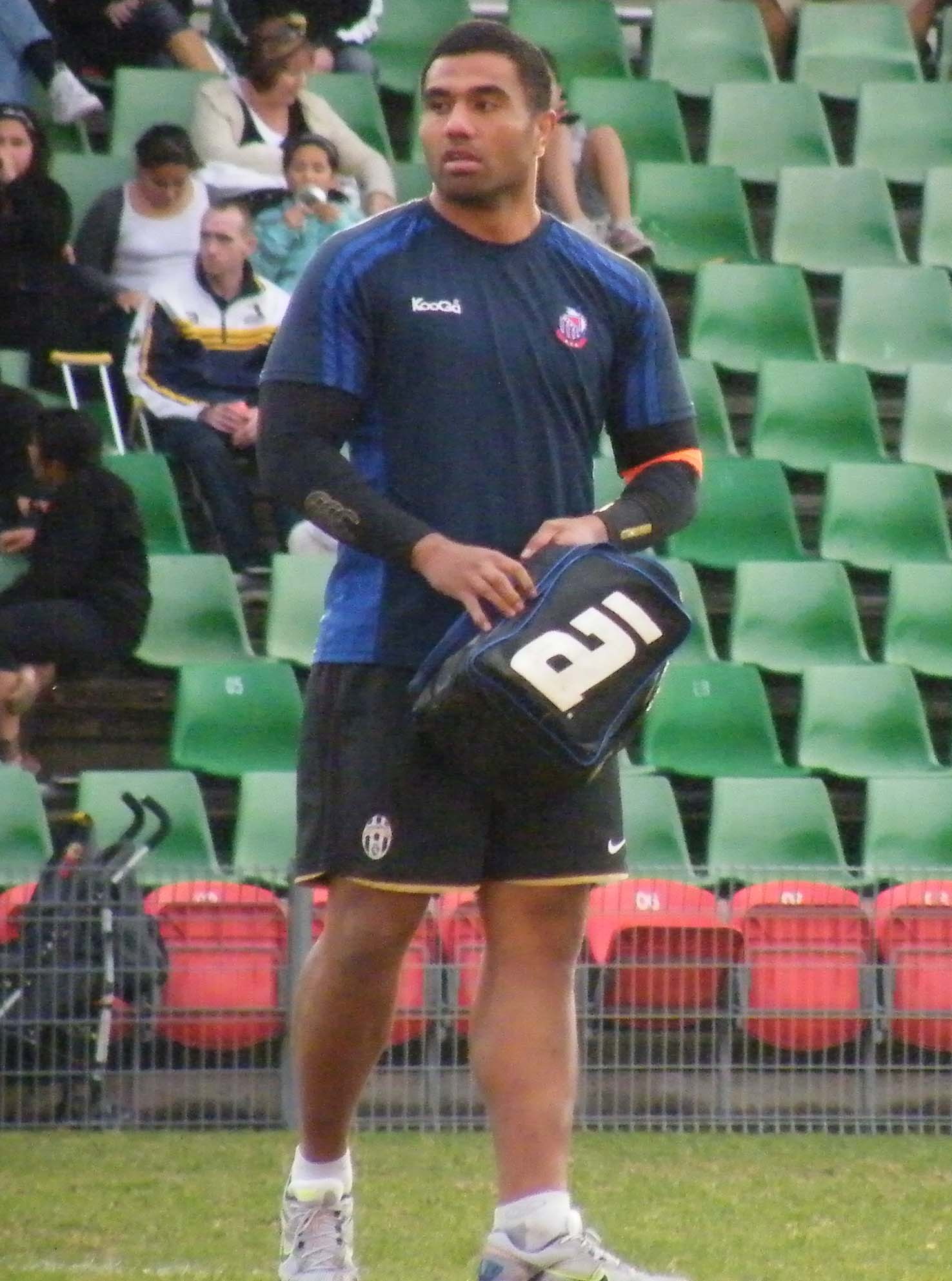
Wycliff Palu

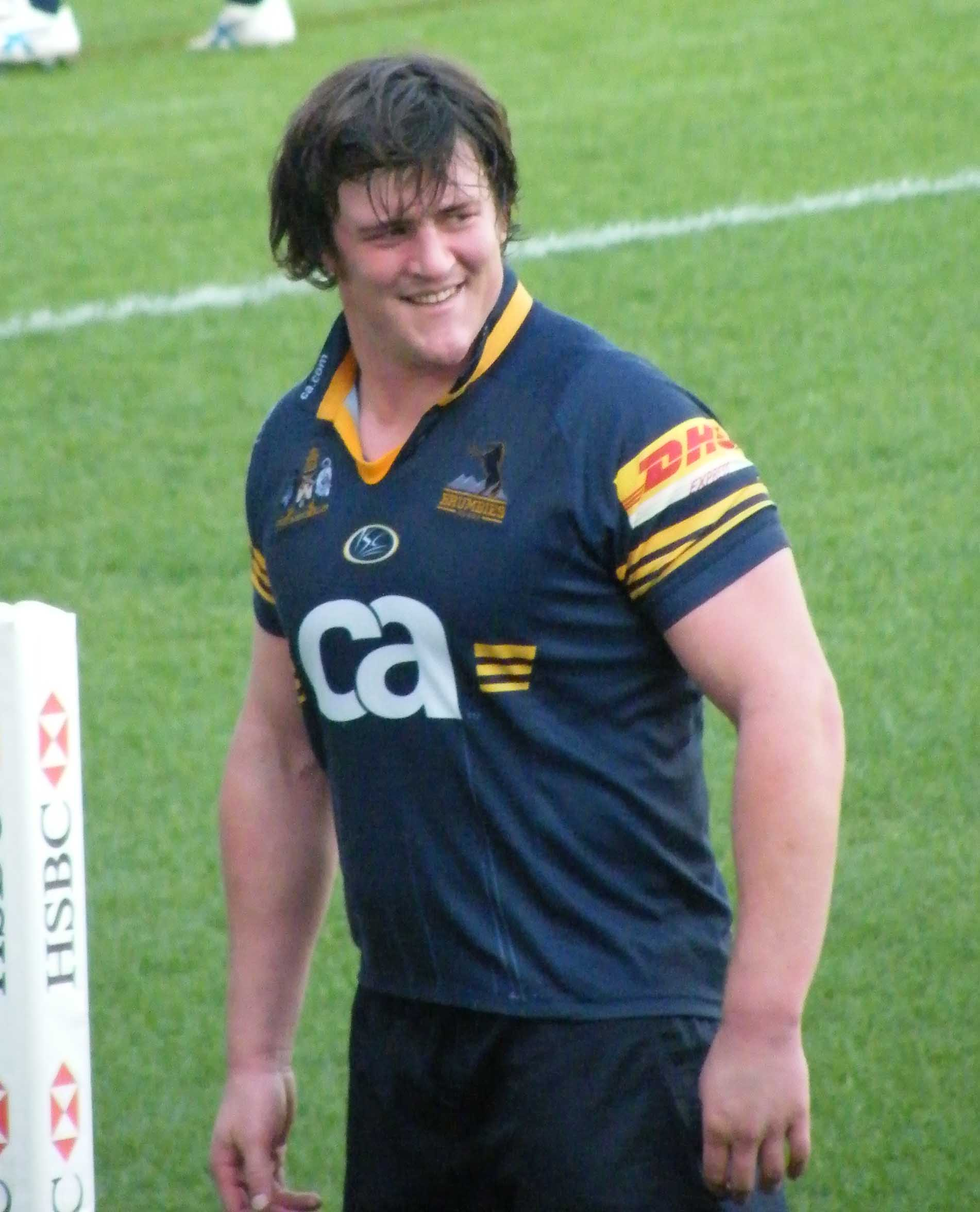
Guy Shepherdson

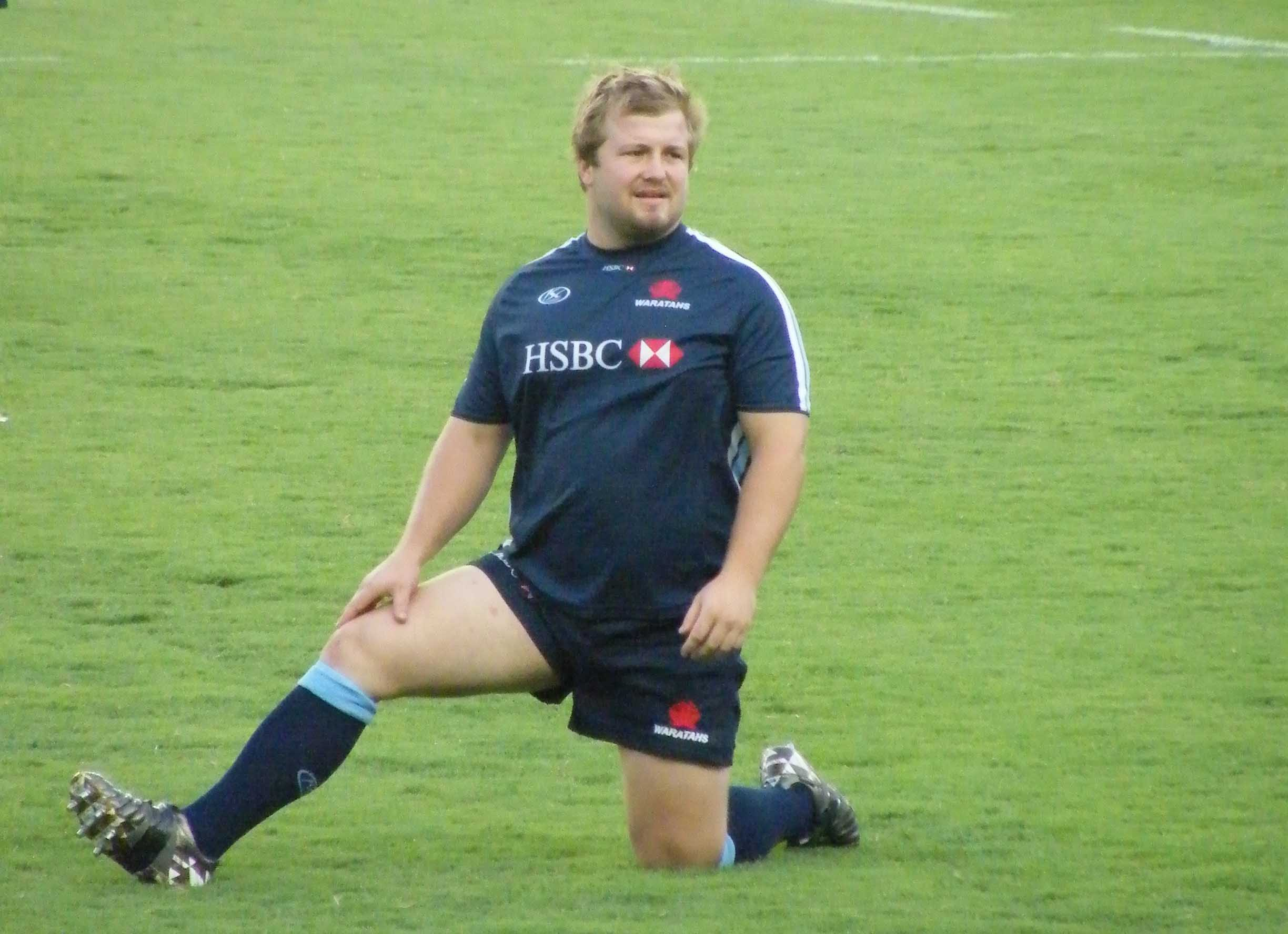
Benn Robinson

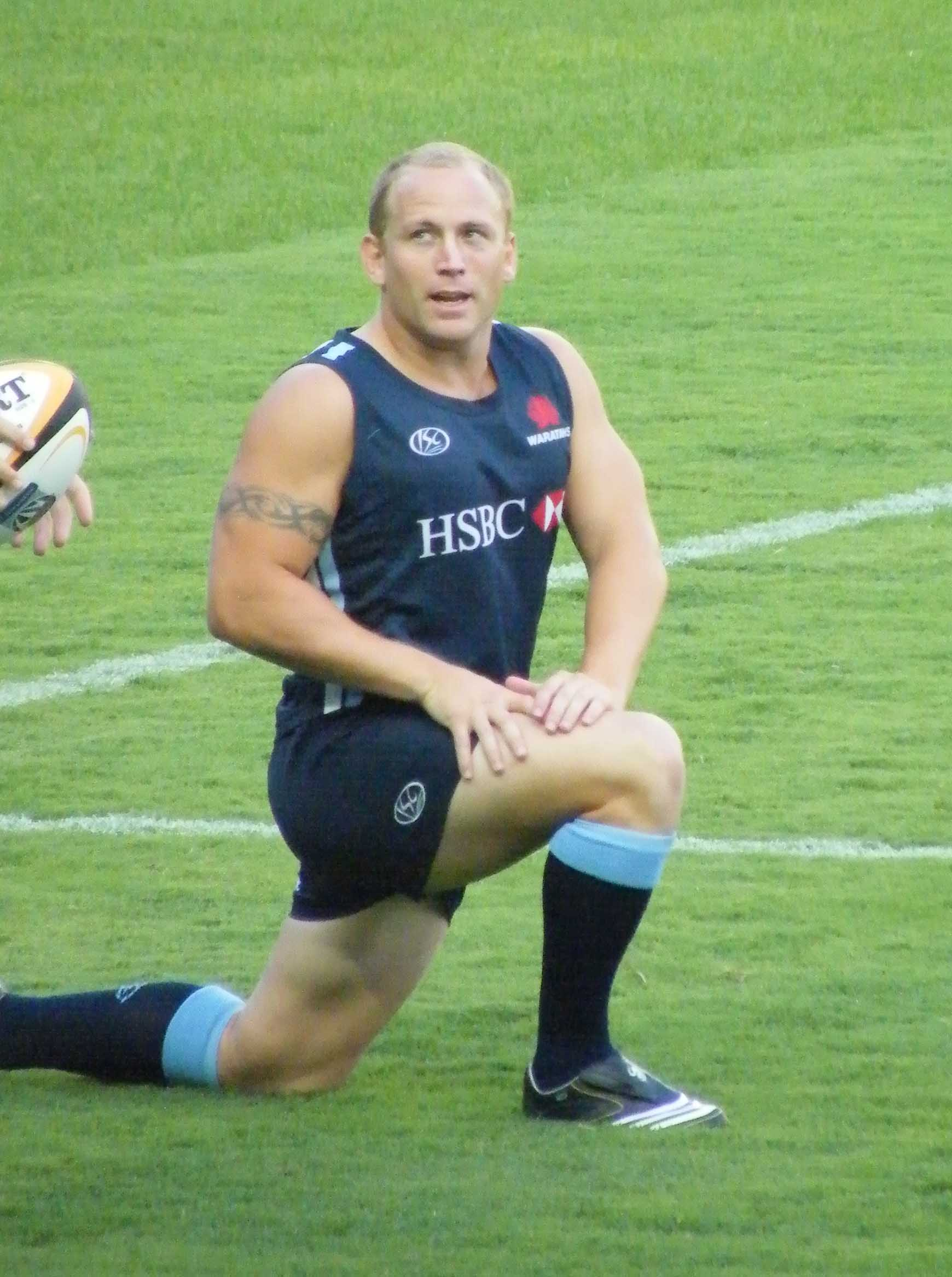
Brett Sheehan

| Sommaire |
| --- |
| Haut • 1 à 100 • 101 à 200 • 201 à 300 • 301 à 400 • 401 à 500 501 à 600 • 601 à 700 • 701 à 800 • 801 à 900 • 901 à 1000 |

| Nom                   | No  | Première sélection                                           | Dernière sélection                                            | Matchs | Points |
| --------------------- | --- | ------------------------------------------------------------ | ------------------------------------------------------------- | ------ | ------ |
| Lloyd Johansson       | 801 | le 3 septembre 2005 contre la Nouvelle-Zélande               | le 12 novembre 2005 contre l'Angleterre                       | 3      | 5      |
| Alex Kanaar           | 802 | le 3 septembre 2005 contre la Nouvelle-Zélande               | le 3 septembre 2005 contre la Nouvelle-Zélande                | 1      | 0      |
| Lachlan MacKay        | 803 | le 3 septembre 2005 contre la Nouvelle-Zélande               | le 3 septembre 2005 contre la Nouvelle-Zélande                | 1      | 0      |
| Greg Holmes           | 804 | le 5 novembre 2005 contre la France                          | le 2 octobre 2021 contre l'Argentine                          | 28     | 10     |
| Scott Fava            | 805 | le 12 novembre 2005 contre l'Angleterre                      | le 29 juillet 2006 contre la Nouvelle-Zélande                 | 5      | 5      |
| Tatafu Polota-Nau     | 806 | le 12 novembre 2005 contre l'Angleterre                      | le 7 septembre 2019 contre les Samoa                          | 89     | 25     |
| David Fitter          | 807 | le 19 novembre 2005 contre l'Irlande                         | le 26 novembre 2005 contre le pays de Galles                  | 2      | 0      |
| Rodney Blake          | 808 | le 11 juin 2006 contre l'Angleterre                          | le 4 novembre 2006 contre le pays de Galles                   | 7      | 5      |
| Tai McIsaac           | 809 | le 11 juin 2006 contre l'Angleterre                          | le 19 novembre 2006 contre l'Irlande                          | 8      | 0      |
| Cameron Shepherd      | 810 | le 11 juin 2006 contre l'Angleterre                          | le 5 juillet 2008 contre la France                            | 9      | 19     |
| Josh Valentine        | 811 | le 11 juin 2006 contre l'Angleterre                          | le 27 juin 2009 contre la France                              | 6      | 0      |
| Wycliff Palu          | 812 | le 17 juin 2006 contre l'Angleterre                          | le 25 juin 2016 contre l'Angleterre                           | 58     | 5      |
| Guy Shepherdson       | 813 | le 24 juin 2006 contre l'Irlande                             | le 6 octobre 2007 contre l'Angleterre                         | 17     | 5      |
| Benn Robinson         | 814 | le 9 septembre 2006 contre l'Afrique du Sud                  | le 29 novembre 2014 contre l'Angleterre                       | 72     | 15     |
| Brett Sheehan         | 815 | le 9 septembre 2006 contre l'Afrique du Sud                  | le 24 novembre 2012 contre l'Italie                           | 7      | 6      |
| Julian Huxley         | 816 | le 26 mai 2007 contre le pays de Galles                      | le 29 septembre 2007 contre le Canada                         | 9      | 22     |
| Sam Norton-Knight     | 817 | le 26 mai 2007 contre le pays de Galles                      | le 9 juin 2007 contre les Fidji                               | 2      | 5      |
| Digby Ioane           | 818 | le 2 juin 2007 contre le pays de Galles                      | le 22 juin 2013 contre les Lions britanniques et irlandais    | 35     | 55     |
| James Horwill         | 819 | le 9 juin 2007 contre les Fidji                              | le 11 juin 2016 contre l'Angleterre                           | 62     | 30     |
| Berrick Barnes        | 820 | le 8 septembre 2007 contre le Japon                          | le 22 juin 2013 contre les Lions britanniques et irlandais    | 51     | 200    |
| Luke Burgess          | 821 | le 14 juin 2008 contre l'Irlande                             | le 21 octobre 2010 contre le pays de Galles                   | 37     | 5      |
| Peter Hynes           | 822 | le 14 juin 2008 contre l'Irlande                             | le 28 novembre 2009 contre le pays de Galles                  | 22     | 20     |
| Dean Mumm             | 823 | le 14 juin 2008 contre l'Irlande                             | le 3 décembre 2016 contre l'Angleterre                        | 57     | 25     |
| Ben Alexander         | 824 | le 28 juin 2008 contre la France                             | le 29 novembre 2014 contre l'Angleterre                       | 72     | 20     |
| Ryan Cross            | 825 | le 28 juin 2008 contre la France                             | le 21 novembre 2009 contre l'Écosse                           | 18     | 30     |
| Lachlan Turner        | 826 | le 5 juillet 2008 contre la France                           | le 3 décembre 2011 contre le pays de Galles                   | 15     | 20     |
| Timana Tahu           | 827 | le 26 juillet 2008 contre la Nouvelle-Zélande                | le 8 novembre 2008 contre l'Italie                            | 4      | 0      |
| Richard Brown         | 828 | le 13 septembre 2008 contre la Nouvelle-Zélande              | le 13 novembre 2010 contre l'Angleterre                       | 23     | 5      |
| David Pocock          | 829 | le 1er novembre 2008 contre la Nouvelle-Zélande              | le 19 octobre 2019 contre l'Angleterre                        | 82     | 35     |
| Quade Cooper          | 830 | le 8 novembre 2008 contre l'Italie                           | le 5 août 2023 contre la Nouvelle-Zélande                     | 81     | 227    |
| Sekope Kepu           | 831 | le 8 novembre 2008 contre l'Italie                           | le 11 octobre 2019 contre la Géorgie                          | 110    | 15     |
| James O'Connor        | 832 | le 8 novembre 2008 contre l'Italie                           | le 13 août 2022 contre l'Argentine                            | 73     | 276    |
| Peter Kimlin          | 833 | le 13 juin 2009 contre l'Italie                              | le 20 juin 2009 contre l'Italie                               | 2      | 0      |
| Pekahou Cowan         | 834 | le 20 juin 2009 contre l'Italie                              | le 29 novembre 2014 contre l'Angleterre                       | 10     | 0      |
| Will Genia            | 835 | le 18 juillet 2009 contre la Nouvelle-Zélande                | le 19 octobre 2019 contre l'Angleterre                        | 109    | 95     |
| Kurtley Beale         | 836 | le 28 novembre 2009 contre le pays de Galles                 | le 20 novembre 2021 contre le pays de Galles                  | 98     | 159    |
| Huia Edmonds          | 837 | le 5 juin 2010 contre les Fidji                              | le 6 novembre 2010 contre le pays de Galles                   | 4      | 0      |
| Rob Horne             | 838 | le 5 juin 2010 contre les Fidji                              | le 24 juin 2017 contre l'Italie                               | 34     | 20     |
| Salesi Ma'afu         | 839 | le 5 juin 2010 contre les Fidji                              | le 3 décembre 2011 contre le pays de Galles                   | 14     | 5      |
| Saia Fainga'a         | 840 | le 5 juin 2010 contre les Fidji                              | le 29 novembre 2014 contre l'Angleterre                       | 36     | 0      |
| Matt Hodgson          | 841 | le 5 juin 2010 contre les Fidji                              | le 29 novembre 2014 contre l'Angleterre                       | 11     | 0      |
| Ben Daley             | 842 | le 12 juin 2010 contre l'Angleterre                          | le 26 juin 2010 contre l'Irlande                              | 3      | 0      |
| James Slipper         | 843 | le 12 juin 2010 contre l'Angleterre                          | le 19 juillet 2025 contre les Lions britanniques et irlandais | 144    | 15     |
| Ben McCalman          | 844 | le 24 juillet 2010 contre l'Afrique du Sud                   | le 25 novembre 2017 contre l'Ecosse                           | 53     | 25     |
| Rob Simmons           | 845 | le 24 juillet 2010 contre l'Afrique du Sud                   | le 5 décembre 2020 contre l'Argentine                         | 104    | 15     |
| Anthony Fainga'a      | 846 | le 31 juillet 2010 contre la Nouvelle-Zélande                | le 23 septembre 2012 contre l'Afrique du Sud                  | 23     | 10     |
| Pat McCabe            | 847 | le 20 novembre 2010 contre l'Italie                          | le 29 novembre 2014 contre l'Angleterre                       | 24     | 25     |
| Scott Higginbotham    | 848 | le 27 novembre 2010 contre la France                         | le 17 juin 2017 contre l'Ecosse                               | 34     | 15     |
| Rodney Davies         | 849 | le 17 juillet 2011 contre les Samoa                          | le 17 juillet 2011 contre les Samoa                           | 1      | 0      |
| Nick Phipps           | 850 | le 17 juillet 2011 contre les Samoa                          | le 7 septembre 2019 contre les Samoa                          | 71     | 40     |
| Sitaleki Timani       | 851 | le 17 juillet 2011 contre les Samoa                          | le 21 juin 2014 contre la France                              | 18     | 0      |
| Beau Robinson         | 852 | le 17 juillet 2011 contre les Samoa                          | le 17 juillet 2011 contre les Samoa                           | 1      | 0      |
| Ben Tapuai            | 853 | le 3 décembre 2011 contre le pays de Galles                  | le 1er décembre 2012 contre le pays de Galles                 | 7      | 0      |
| Dave Dennis           | 854 | le 5 juin 2012 contre l'Écosse                               | le 30 novembre 2013 contre le pays de Galles                  | 18     | 0      |
| Mike Harris           | 855 | le 5 juin 2012 contre l'Écosse                               | le 30 novembre 2013 contre le pays de Galles                  | 10     | 55     |
| Luke Morahan          | 856 | le 5 juin 2012 contre l'Écosse                               | le 19 novembre 2016 contre la France                          | 3      | 0      |
| Daniel Palmer         | 857 | le 5 juin 2012 contre l'Écosse                               | le 5 juin 2012 contre l'Écosse                                | 1      | 0      |
| Joe Tomane            | 858 | le 5 juin 2012 contre l'Écosse                               | le 27 septembre 2015 contre l'Uruguay                         | 17     | 25     |
| Michael Hooper        | 859 | le 5 juin 2012 contre l'Écosse                               | le 8 juillet 2023 contre l'Afrique du Sud                     | 125    | 110    |
| Cooper Vuna           | 860 | le 9 juin 2012 contre le pays de Galles                      | le 16 juin 2012 contre le pays de Galles                      | 2      | 0      |
| Liam Gill             | 861 | le 26 août 2012 contre la Nouvelle-Zélande                   | le 16 novembre 2013 contre l'Irlande                          | 15     | 0      |
| Dom Shipperley        | 862 | le 8 septembre 2012 contre l'Afrique du Sud                  | le 29 septembre 2012 contre l'Afrique du Sud                  | 3      | 0      |
| Kane Douglas          | 863 | le 14 septembre 2012 contre l'Argentine                      | le 3 décembre 2016 contre l'Angleterre                        | 31     | 0      |
| Nick Cummins          | 864 | le 6 octobre 2012 contre l'Argentine                         | le 21 juin 2014 contre la France                              | 15     | 30     |
| James Hanson          | 865 | le 20 octobre 2012 contre la Nouvelle-Zélande                | le 22 octobre 2016 contre la Nouvelle-Zélande                 | 12     | 0      |
| Paddy Ryan            | 866 | le 10 novembre 2012 contre la France                         | le 21 juin 2014 contre la France                              | 3      | 0      |
| Israel Folau          | 867 | le 22 juin 2013 contre les Lions britanniques et irlandais   | le 24 novembre 2018 contre l'Angleterre                       | 72     | 185    |
| Christian Leali'ifano | 868 | le 22 juin 2013 contre les Lions britanniques et irlandais   | le 19 octobre 2019 contre l'Angleterre                        | 26     | 171    |
| Ben Mowen             | 869 | le 22 juin 2013 contre les Lions britanniques et irlandais   | le 30 novembre 2013 contre le pays de Galles                  | 15     | 5      |
| Jesse Mogg            | 870 | le 6 juillet 2013 contre les Lions britanniques et irlandais | le 24 août 2013 contre la Nouvelle-Zélande                    | 3      | 0      |
| Matt Toomua           | 871 | le 17 août 2013 contre la Nouvelle-Zélande                   | le 14 août 2021 contre la Nouvelle-Zélande                    | 56     | 84     |
| Scott Fardy           | 872 | le 17 août 2013 contre la Nouvelle-Zélande                   | le 19 novembre 2016 contre la France                          | 39     | 0      |
| Tevita Kuridrani      | 873 | le 17 août 2013 contre la Nouvelle-Zélande                   | le 5 octobre 2019 contre l'Uruguay                            | 61     | 110    |
| Scott Sio             | 874 | le 17 août 2013 contre la Nouvelle-Zélande                   | le 15 septembre 2022 contre la Nouvelle-Zélande               | 73     | 5      |
| Nic White             | 875 | le 17 août 2013 contre la Nouvelle-Zélande                   | le 5 juillet 2025 contre les Fidji                            | 72     | 33     |
| Chris Feauai-Sautia   | 876 | le 28 septembre 2013 contre l'Afrique du Sud                 | le 23 novembre 2013 contre l'Écosse                           | 2      | 10     |
| Bernard Foley         | 877 | le 5 octobre 2013 contre l'Argentine                         | le 19 novembre 2022 contre l'Irlande                          | 75     | 668    |
| Peter Betham          | 878 | le 19 octobre 2013 contre la Nouvelle-Zélande                | le 29 novembre 2014 contre l'Angleterre                       | 2      | 5      |
| Sam Carter            | 879 | le 7 juin 2014 contre la France                              | le 24 juin 2017 contre l'Italie                               | 16     | 0      |
| Nathan Charles        | 880 | le 14 juin 2014 contre la France                             | le 29 novembre 2014 contre l'Angleterre                       | 4      | 0      |
| Luke Jones            | 881 | le 14 juin 2014 contre la France                             | le 7 septembre 2019 contre les Samoa                          | 6      | 0      |
| Laurie Weeks          | 882 | le 14 juin 2014 contre la France                             | le 21 juin 2014 contre la France                              | 2      | 0      |
| Will Skelton          | 883 | le 21 juin 2014 contre la France                             | le 24 novembre 2024 contre l'Ecosse                           | 32     | 10     |
| Josh Mann-Rea         | 884 | le 4 octobre 2014 contre l'Argentine                         | le 29 novembre 2014 contre l'Angleterre                       | 2      | 0      |
| Jake Schatz           | 885 | le 4 octobre 2014 contre l'Argentine                         | le 29 novembre 2014 contre l'Angleterre                       | 2      | 0      |
| Sean McMahon          | 886 | le 8 novembre 2014 contre le pays de Galles                  | le 2 octobre 2021 contre l'Argentine                          | 28     | 15     |
| Tetera Faulkner       | 887 | le 8 novembre 2014 contre le pays de Galles                  | le 25 novembre 2017 contre l'Ecosse                           | 4      | 0      |
| Henry Speight         | 888 | le 22 novembre 2014 contre l'Irlande                         | le 25 novembre 2017 contre l'Ecosse                           | 19     | 20     |
| Toby Smith            | 889 | le 5 septembre 2015 contre les Etats-Unis                    | le 24 juin 2017 contre l'Italie                               | 6      | 0      |
| Taqele Naiyaravoro    | 890 | le 5 septembre 2015 contre les Etats-Unis                    | le 25 juin 2016 contre l'Angleterre                           | 2      | 10     |
| Rory Arnold           | 893 | le 11 juin 2016 contre l'Angleterre                          | le 3 septembre 2022 contre l'Afrique du Sud                   | 31     | 5      |
| Dane Haylett-Petty    | 891 | le 11 juin 2016 contre l'Angleterre                          | le 31 octobre 2020 contre la Nouvelle-Zélande                 | 37     | 60     |
| Samu Kerevi           | 892 | le 11 juin 2016 contre l'Angleterre                          | le 17 novembre 2024 contre le pays de Galles                  | 50     | 50     |
| Nick Frisby           | 894 | le 11 juin 2016 contre l'Angleterre                          | le 3 décembre 2016 contre l'Angleterre                        | 6      | 0      |
| Adam Coleman          | 895 | le 25 juin 2016 contre l'Angleterre                          | le 19 octobre 2019 contre l'Angleterre                        | 36     | 15     |
| Allan Alaalatoa       | 896 | le 20 août 2016 contre la Nouvelle-Zélande                   | le 19 juillet 2025 contre les Lions britanniques et irlandais | 80     | 5      |
| Reece Hodge           | 897 | le 27 août 2016 contre la Nouvelle-Zélande                   | le 8 juillet 2023 contre l'Afrique du Sud                     | 61     | 162    |
| Tom Robertson         | 898 | le 17 septembre 2016 contre l'Argentine                      | le 19 juillet 2025 contre les Lions britanniques et irlandais | 31     | 5      |
| Lopeti Timani         | 899 | le 17 septembre 2016 contre l'Argentine                      | le 25 novembre 2017 contre l'Ecosse                           | 12     | 5      |
| Sefanaia Naivalu      | 900 | le 1er octobre 2016 contre l'Afrique du Sud                  | le 24 novembre 2018 contre l'Angleterre                       | 10     | 25     |

## 901 à 1000
| Sommaire |
| --- |
| Haut • 1 à 100 • 101 à 200 • 201 à 300 • 301 à 400 • 401 à 500 501 à 600 • 601 à 700 • 701 à 800 • 801 à 900 • 901 à 1000 |

| Nom                        | No  | Première sélection                                            | Dernière sélection                                            | Matchs | Points |
| -------------------------- | --- | ------------------------------------------------------------- | ------------------------------------------------------------- | ------ | ------ |
| Leroy Houston              | 901 | le 8 octobre 2016 contre l'Argentine                          | le 8 octobre 2016 contre l'Argentine                          | 1      | 0      |
| Tolu Latu                  | 902 | le 5 novembre 2016 contre le pays de Galles                   | le 20 novembre 2021 contre le pays de Galles                  | 22     | 10     |
| Kyle Godwin                | 903 | le 19 novembre contre la France                               | le 19 novembre 2016 contre la France                          | 1      | 0      |
| Ned Hanigan                | 904 | le 10 juin 2017 contre les Fidji                              | le 26 novembre 2022 contre le pays de Galles                  | 27     | 0      |
| Karmichael Hunt            | 905 | le 10 juin 2017 contre les Fidji                              | le 25 novembre 2017 contre l'Ecosse                           | 6      | 0      |
| Richard Hardwick           | 906 | le 10 juin 2017 contre les Fidji                              | le 17 juin 2017 contre l'Ecosse                               | 2      | 0      |
| Joe Powell                 | 907 | le 10 juin 2017 contre les Fidji                              | le 23 juin 2018 contre l'Irlande                              | 4      | 0      |
| Eto Nabuli                 | 908 | le 17 juin 2017 contre l'Ecosse                               | le 17 juin 2017 contre l'Ecosse                               | 1      | 0      |
| Jack Dempsey               | 909 | le 24 juin 2017 contre l'Italie                               | le 11 octobre 2019 contre la Géorgie                          | 14     | 5      |
| Curtis Rona                | 910 | le 19 août 2017 contre la Nouvelle-Zélande                    | le 4 novembre 2017 contre le Japon                            | 3      | 5      |
| Izack Rodda                | 911 | le 26 août 2017 contre la Nouvelle-Zélande                    | le 20 novembre 2021 contre le pays de Galles                  | 33     | 5      |
| Jordan Uelese              | 912 | le 9 septembre 2017 contre l'Afrique du Sud                   | le 17 septembre 2023 contre les Fidji                         | 18     | 5      |
| Marika Koroibete           | 913 | le 16 septembre 2017 contre l'Argentine                       | le 21 septembre 2024 contre la Nouvelle-Zélande               | 62     | 100    |
| Lukhan Salakaia-Loto       | 914 | le 30 septembre 2017 contre l'Afrique du Sud                  | le 30 novembre 2024 contre l'Irlande                          | 39     | 10     |
| Matt Philip                | 915 | le 4 novembre 2017 contre le Japon                            | le 24 septembre 2023 contre le pays de Galles                 | 30     | 0      |
| Blake Enever               | 916 | le 18 novembre 2017 contre l'Angleterre                       | le 25 novembre 2017 contre l'Ecosse                           | 2      | 0      |
| Taniela Tupou              | 917 | le 25 novembre 2017 contre l'Ecosse                           | le 30 novembre 2024 contre l'Irlande                          | 56     | 30     |
| Brandon Paenga-Amosa       | 918 | le 9 juin 2018 contre l'Irlande                               | le 30 novembre 2024 contre l'Irlande                          | 18     | 5      |
| Caleb Timu                 | 919 | le 9 juin 2018 contre l'Irlande                               | le 16 juin 2018 contre l'Irlande                              | 2      | 0      |
| Peter Samu                 | 920 | le 9 juin 2018 contre l'Irlande                               | le 8 juillet 2023 contre l'Afrique du Sud                     | 33     | 15     |
| Jermaine Ainsley           | 921 | le 18 août 2018 contre la Nouvelle-Zélande                    | le 24 novembre 2018 contre l'Angleterre                       | 3      | 0      |
| Jack Maddocks              | 922 | le 18 août 2018 contre la Nouvelle-Zélande                    | le 24 novembre 2018 contre l'Angleterre                       | 6      | 5      |
| Tom Banks                  | 923 | le 25 août 2018 contre la Nouvelle-Zélande                    | le 29 octobre 2022 contre l'Ecosse                            | 20     | 5      |
| Folau Fainga'a             | 924 | le 25 août 2018 contre la Nouvelle-Zélande                    | le 26 novembre 2022 contre le pays de Galles                  | 36     | 25     |
| Jake Gordon                | 925 | le 17 novembre 2018 contre l'Italie                           | le 19 juillet 2025 contre les Lions britanniques et irlandais | 29     | 15     |
| Isi Naisarani              | 926 | le 20 juillet 2019 contre l'Afrique du Sud                    | le 17 juillet 2021 contre la France                           | 11     | 0      |
| Harry Johnson-Holmes       | 927 | le 20 juillet 2019 contre l'Afrique du Sud                    | le 20 juillet 2019 contre l'Afrique du Sud                    | 1      | 0      |
| Liam Wright                | 928 | le 17 août 2019 contre la Nouvelle-Zélande                    | le 6 juillet 2024 contre le pays de Galles                    | 6      | 0      |
| Rob Valetini               | 929 | le 7 septembre 2019 contre les Samoa                          | le 30 novembre 2024 contre l'Irlande                          | 51     | 25     |
| Jordan Petaia              | 930 | le 5 octobre 2019 contre l'Uruguay                            | le 24 septembre 2023 contre le pays de Galles                 | 30     | 30     |
| Filipo Daugunu             | 931 | le 11 octobre 2020 contre la Nouvelle-Zélande                 | le 5 juillet 2025 contre les Fidji                            | 12     | 25     |
| Hunter Paisami             | 932 | le 11 octobre 2020 contre la Nouvelle-Zélande                 | le 28 septembre 2024 contre la Nouvelle-Zélande               | 30     | 15     |
| Harry Wilson               | 933 | le 11 octobre 2020 contre la Nouvelle-Zélande                 | le 19 juillet 2025 contre les Lions britanniques et irlandais | 23     | 10     |
| Noah Lolesio               | 934 | le 31 octobre 2020 contre la Nouvelle-Zélande                 | le 5 juillet 2025 contre les Fidji                            | 29     | 220    |
| Irae Simone                | 935 | le 31 octobre 2020 contre la Nouvelle-Zélande                 | le 13 août 2022 contre l'Argentine                            | 3      | 0      |
| Tate McDermott             | 936 | le 31 octobre 2020 contre la Nouvelle-Zélande                 | le 19 juillet 2025 contre les Lions britanniques et irlandais | 42     | 20     |
| Fraser McReight            | 937 | le 31 octobre 2020 contre la Nouvelle-Zélande                 | le 19 juillet 2025 contre les Lions britanniques et irlandais | 26     | 50     |
| Lachlan Swinton            | 938 | le 7 novembre 2020 contre la Nouvelle-Zélande                 | le 20 novembre 2021 contre le pays de Galles                  | 7      | 0      |
| Tom Wright                 | 939 | le 7 novembre 2020 contre la Nouvelle-Zélande                 | le 19 juillet 2025 contre les Lions britanniques et irlandais | 39     | 50     |
| Angus Bell                 | 940 | le 7 novembre 2020 contre la Nouvelle-Zélande                 | le 19 juillet 2025 contre les Lions britanniques et irlandais | 37     | 5      |
| Darcy Swain                | 941 | le 7 juillet 2021 contre la France                            | le 12 novembre 2022 contre l'Italie                           | 16     | 0      |
| Lachlan Lonergan           | 942 | le 7 juillet 2021 contre la France                            | le 26 novembre 2022 contre le pays de Galles                  | 8      | 5      |
| Andrew Kellaway            | 943 | le 7 juillet 2021 contre la France                            | le 19 juillet 2025 contre les Lions britanniques et irlandais | 39     | 60     |
| Len Ikitau                 | 944 | le 13 juillet 2021 contre la France                           | le 19 juillet 2025 contre les Lions britanniques et irlandais | 40     | 30     |
| Feleti Kaitu'u             | 945 | le 12 septembre 2021 contre l'Afrique du Sud                  | le 25 septembre 2021 contre l'Argentine                       | 3      | 0      |
| Robert Leota               | 946 | le 12 septembre 2021 contre l'Afrique du Sud                  | le 1er octobre 2023 contre le Portugal                        | 21     | 10     |
| Connal McInerney           | 947 | le 23 octobre 2021 contre le Japon                            | le 7 novembre 2021 contre l'Ecosse                            | 2      | 5      |
| Izaia Perese               | 948 | le 7 novembre 2021 contre l'Ecosse                            | le 5 août 2023 contre la Nouvelle-Zélande                     | 5      | 0      |
| Ollie Hoskins              | 949 | le 13 novembre 2021 contre l'Angleterre                       | le 13 novembre 2021 contre l'Angleterre                       | 1      | 0      |
| Lalakai Foketi             | 950 | le 20 novembre 2021 contre le pays de Galles                  | le 1er octobre 2023 contre le Portugal                        | 9      | 5      |
| Dave Porecki               | 951 | le 2 juillet 2022 contre l'Angleterre                         | le 5 juillet 2025 contre les Fidji                            | 20     | 5      |
| Cadeyrn Neville            | 952 | le 2 juillet 2022 contre l'Angleterre                         | le 26 novembre 2022 contre le pays de Galles                  | 8      | 5      |
| Nick Frost                 | 953 | le 9 juillet 2022 contre l'Angleterre                         | le 19 juillet 2025 contre les Lions britanniques et irlandais | 27     | 5      |
| Suliasi Vunivalu           | 954 | le 16 juillet 2022 contre l'Angleterre                        | le 1er octobre 2023 contre le Portugal                        | 7      | 10     |
| Jed Holloway               | 955 | le 6 août 2022 contre l'Argentine                             | le 29 juillet 2023 contre la Nouvelle-Zélande                 | 12     | 0      |
| Matt Gibbon                | 956 | le 6 août 2022 contre l'Argentine                             | le 8 juillet 2023 contre l'Afrique du Sud                     | 6      | 0      |
| Billy Pollard              | 957 | le 13 août 2022 contre l'Argentine                            | le 19 juillet 2025 contre les Lions britanniques et irlandais | 8      | 0      |
| Pone Fa'amausili           | 958 | le 13 août 2022 contre l'Argentine                            | le 1er octobre 2023 contre le Portugal                        | 7      | 0      |
| Jock Campbell              | 959 | le 29 octobre 2022 contre l'Ecosse                            | le 26 novembre 2022 contre le pays de Galles                  | 4      | 5      |
| Langi Gleeson              | 960 | le 29 octobre 2022 contre l'Ecosse                            | le 5 juillet 2025 contre les Fidji                            | 15     | 0      |
| Mark Nawaqanitawase        | 961 | le 12 novembre 2022 contre l'Italie                           | le 1er octobre 2023 contre le Portugal                        | 11     | 30     |
| Ben Donaldson              | 962 | le 12 novembre 2022 contre l'Italie                           | le 19 juillet 2025 contre les Lions britanniques et irlandais | 18     | 91     |
| Sam Talakai                | 963 | le 26 novembre 2022 contre le pays de Galles                  | le 26 novembre 2022 contre le pays de Galles                  | 1      | 0      |
| Tom Hooper                 | 964 | le 8 juillet 2023 contre l'Afrique du Sud                     | le 19 juillet 2025 contre les Lions britanniques et irlandais | 12     | 5      |
| Richie Arnold              | 965 | le 8 juillet 2023 contre l'Afrique du Sud                     | le 1er octobre 2023 contre le Portugal                        | 9      | 5      |
| Carter Gordon              | 966 | le 8 juillet 2023 contre l'Afrique du Sud                     | le 24 septembre 2023 contre le pays de Galles                 | 8      | 19     |
| Zane Nonggorr              | 967 | le 8 juillet 2023 contre l'Afrique du Sud                     | le 5 juillet 2025 contre les Fidji                            | 11     | 0      |
| Josh Kemeny                | 968 | le 15 juillet 2023 contre l'Argentine                         | le 1er octobre 2023 contre le Portugal                        | 2      | 0      |
| Matt Faessler              | 969 | le 5 août 2023 contre la Nouvelle-Zélande                     | le 19 juillet 2025 contre les Lions britanniques et irlandais | 15     | 20     |
| Issak Fines-Leleiwasa      | 970 | le 27 août 2023 contre la France                              | le 1er octobre 2023 contre le Portugal                        | 3      | 0      |
| Blake Schoupp              | 971 | le 27 août 2023 contre la France                              | le 1er octobre 2023 contre le Portugal                        | 5      | 0      |
| Josh Flook                 | 972 | le 6 juillet 2024 contre le pays de Galles                    | le 28 septembre 2024 contre la Nouvelle-Zélande               | 4      | 0      |
| Jeremy Williams            | 973 | le 6 juillet 2024 contre le pays de Galles                    | le 19 juillet 2025 contre les Lions britanniques et irlandais | 12     | 5      |
| Isaac Aedo Kailea          | 974 | le 6 juillet 2024 contre le pays de Galles                    | le 30 novembre 2024 contre l'Irlande                          | 8      | 5      |
| Angus Blyth                | 975 | le 6 juillet 2024 contre le pays de Galles                    | le 17 août 2024 contre l'Afrique du Sud                       | 4      | 0      |
| Charlie Cale               | 976 | le 6 juillet 2024 contre le pays de Galles                    | le 13 juillet 2024 contre le pays de Galles                   | 2      | 0      |
| Tom Lynagh                 | 977 | le 6 juillet 2024 contre le pays de Galles                    | le 19 juillet 2025 contre les Lions britanniques et irlandais | 4      | 6      |
| Dylan Pietsch              | 978 | le 6 juillet 2024 contre le pays de Galles                    | le 9 novembre 2024 contre l'Angleterre                        | 5      | 0      |
| Josh Nasser                | 979 | le 13 juillet 2024 contre le pays de Galles                   | le 7 septembre 2024 contre l'Argentine                        | 6      | 0      |
| Darby Lancaster            | 980 | le 20 juillet 2024 contre la Géorgie                          | le 20 juillet 2024 contre la Géorgie                          | 1      | 0      |
| Alex Hodgman               | 981 | le 20 juillet 2024 contre la Géorgie                          | le 20 juillet 2024 contre la Géorgie                          | 1      | 0      |
| Carlo Tizzano              | 982 | le 10 août 2024 contre l'Afrique du Sud                       | le 19 juillet 2025 contre les Lions britanniques et irlandais | 7      | 10     |
| Luke Reimer                | 983 | le 10 août 2024 contre l'Afrique du Sud                       | le 10 août 2024 contre l'Afrique du Sud                       | 1      | 0      |
| Seru Uru                   | 984 | le 17 août 2024 contre l'Afrique du Sud                       | le 17 novembre 2024 contre le pays de Galles                  | 2      | 0      |
| Max Jorgensen              | 985 | le 17 août 2024 contre l'Afrique du Sud                       | le 19 juillet 2025 contre les Lions britanniques et irlandais | 9      | 15     |
| Hamish Stewart             | 986 | le 31 août 2024 contre l'Argentine                            | le 7 septembre 2024 contre l'Argentine                        | 2      | 0      |
| Josh Canham                | 987 | le 7 septembre 2024 contre l'Argentine                        | le 7 septembre 2024 contre l'Argentine                        | 1      | 0      |
| Joseph Sua'ali'i           | 988 | le 9 novembre 2024 contre l'Angleterre                        | le 19 juillet 2025 contre les Lions britanniques et irlandais | 6      | 0      |
| Harry Potter               | 989 | le 24 novembre 2024 contre l'Ecosse                           | le 19 juillet 2025 contre les Lions britanniques et irlandais | 4      | 5      |
| Tane Edmed                 | 990 | le 30 novembre 2024 contre l'Irlande                          | le 30 novembre 2024 contre l'Irlande                          | 1      | 0      |
| Nick Champion de Crespigny | 991 | le 19 juillet 2025 contre les Lions britanniques et irlandais | le 19 juillet 2025 contre les Lions britanniques et irlandais | 1      | 0      |